# 特攻で損害を受けた艦船の一覧
特攻で損害を受けた艦船の一覧（とっこうでそんがいをうけたかんせんのいちらん）は、特別攻撃隊で損害を受けた艦船の一覧である。

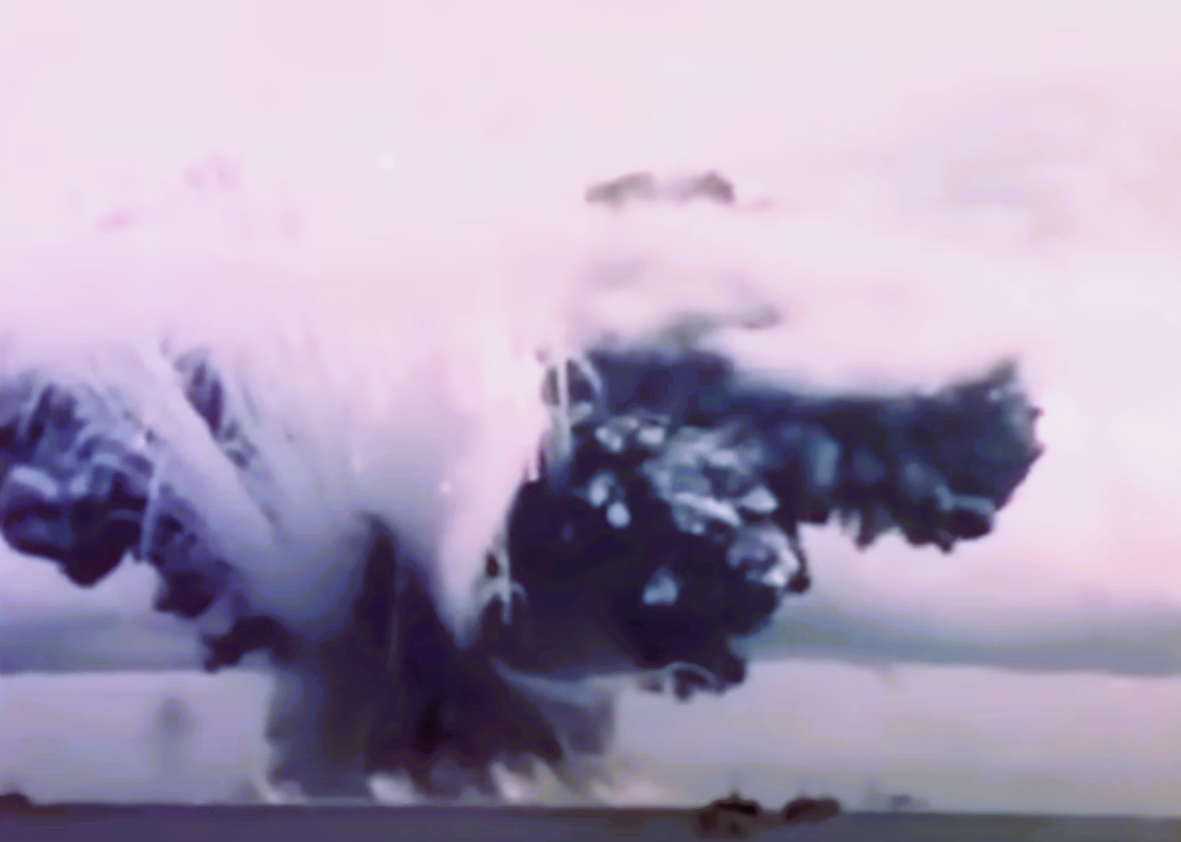
1944年12月28日、特攻により満載していた弾薬が誘爆しキノコ雲を残して爆沈したリバティ型輸送艦ジョン・バーク。この爆発に巻き込まれて多くの後続艦が沈没したり損傷した。

## 連合軍の被害
参考文献
※連合軍死傷者の数は参考文献、軍公式資料等諸資料記載の中の最大値を記載。

### 沈没

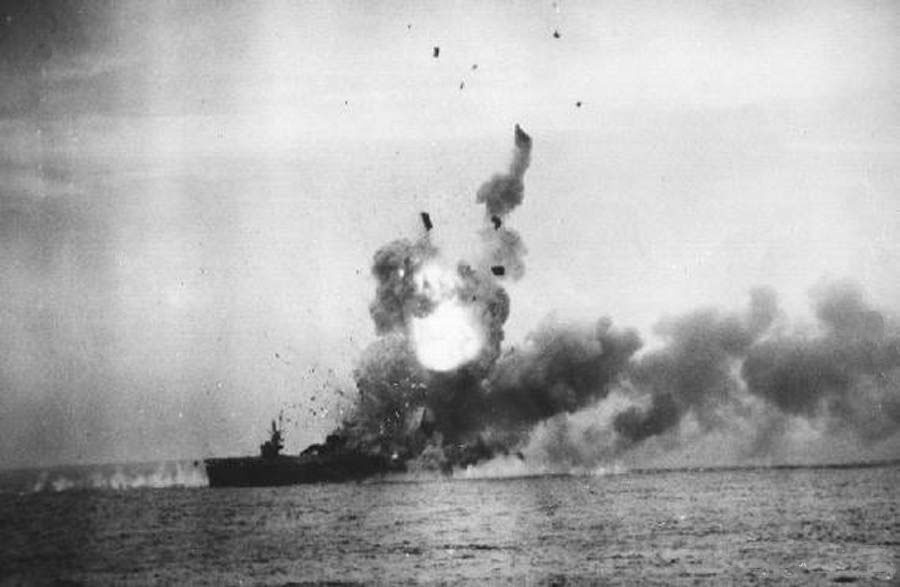
1944年10月25日、神風特攻隊敷島隊の零戦の特攻で搭載燃料と弾薬が誘爆して爆沈した護衛空母セント・ロー。

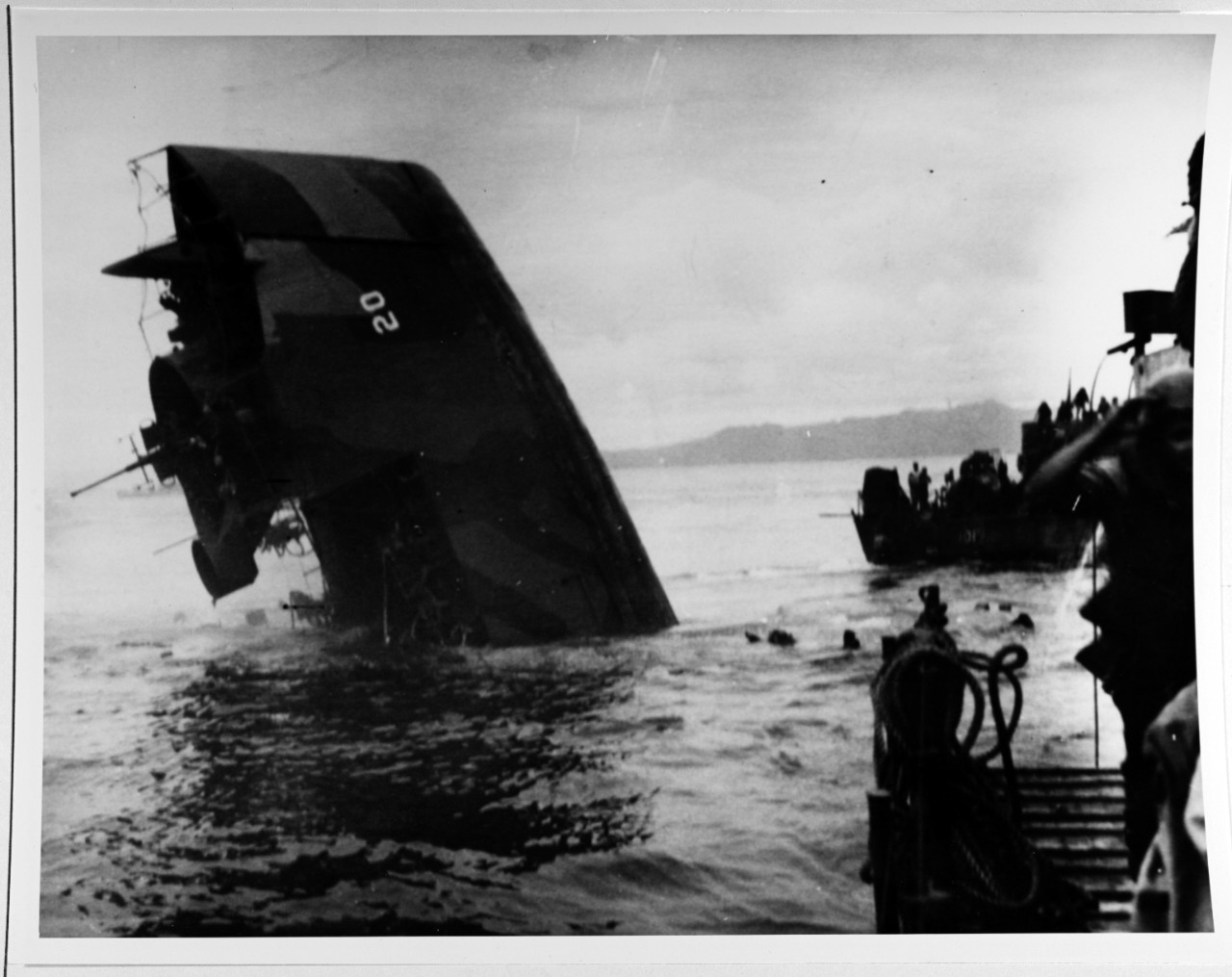
1944年12月5日、特攻により沈没する中型揚陸艦LSM-20

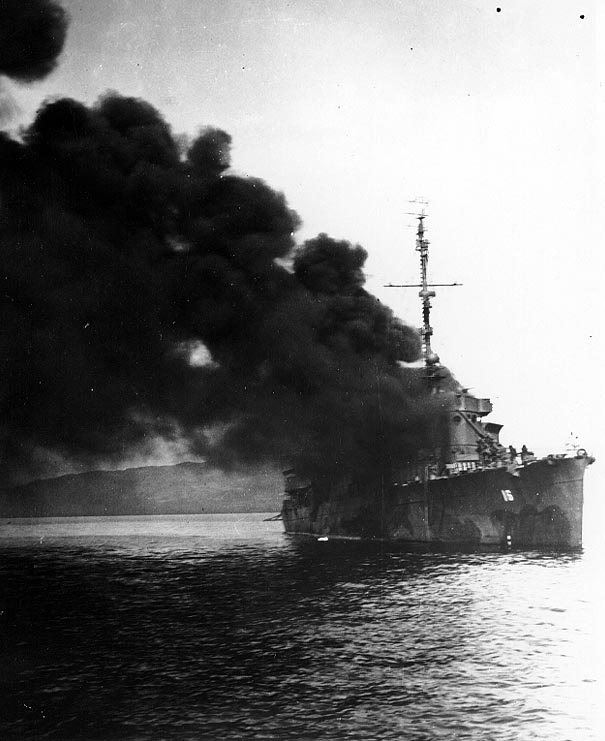
1944年12月7日、特攻により沈んだ輸送駆逐艦ワード。ワードは真珠湾攻撃の際に日本軍の攻撃前に特殊潜航艇を撃沈し日米の戦端を開いた駆逐艦でもあった。

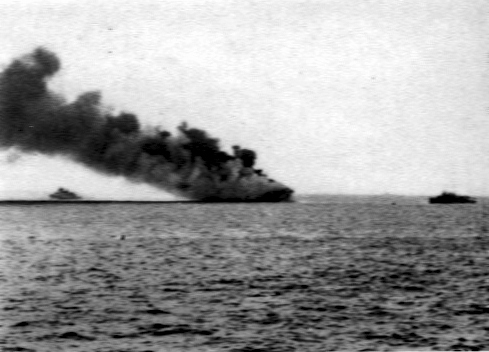
1945年1月4日、リンガエン湾に向けて航行中にスールー海で神風特攻隊旭日隊の特攻を受け炎上する護衛空母オマニー・ベイ、この後に沈没。

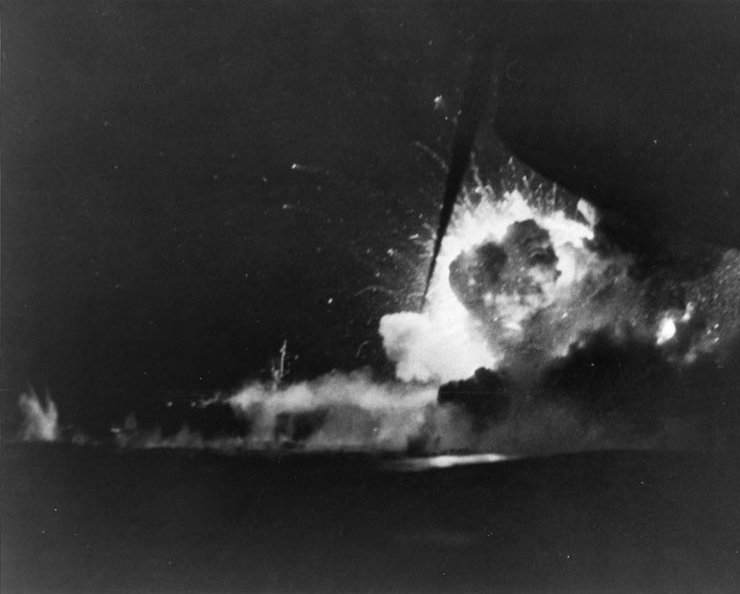
1945年2月21日、硫黄島の戦いで神風特攻隊第二御盾隊の特攻で爆沈する護衛空母 ビスマーク・シー。

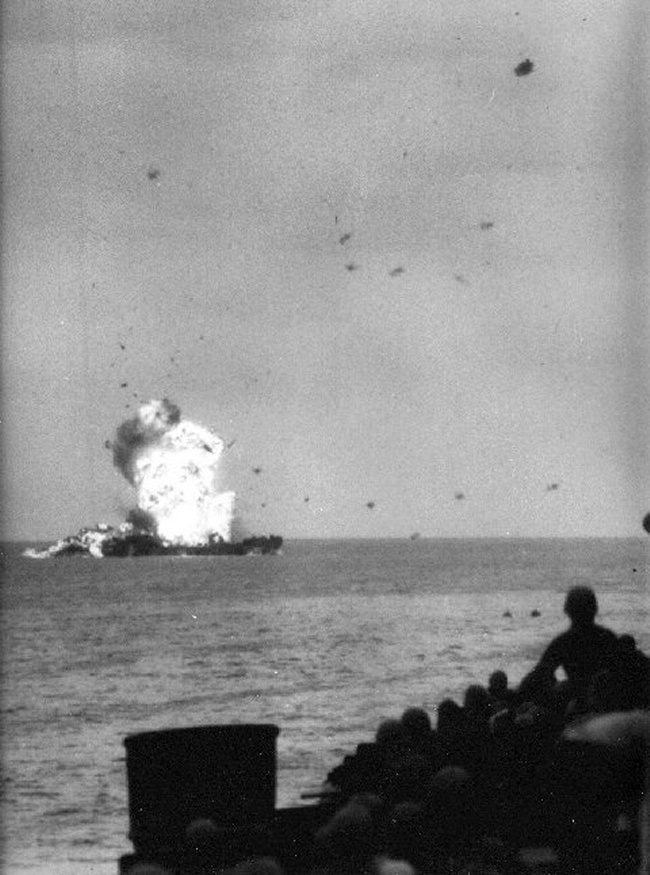
1945年4月7日、沖縄戦で特攻機が命中し大爆発を起こした戦車揚陸艦LST-447、この後沈没。

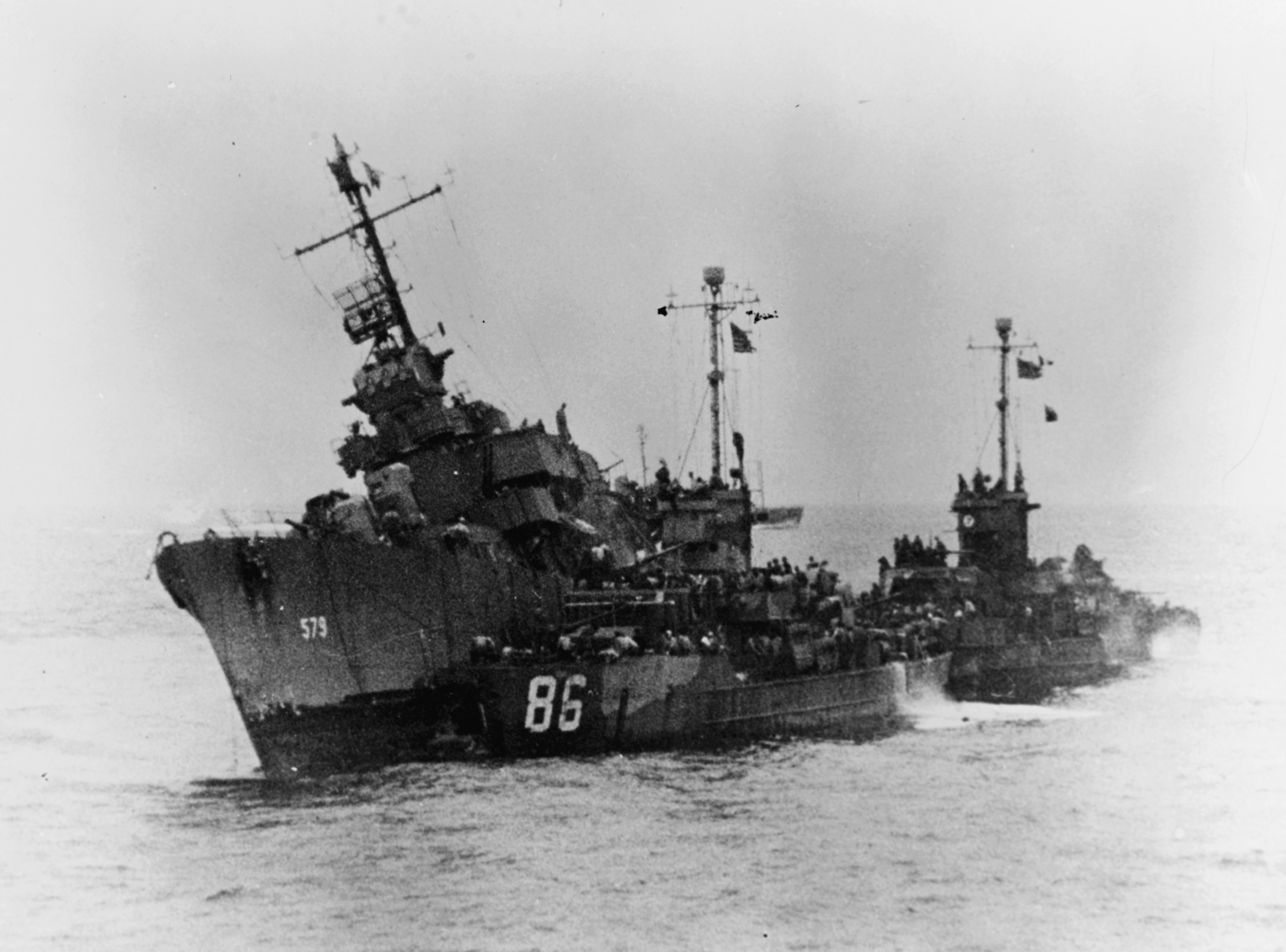
1945年6月10日、特攻機が至近弾となって大きく傾いた駆逐艦ウィリアム・D・ポーター(:en:USS William D. Porter (DD-579))。懸命の復旧作業も実らずこの後に横転し沈没した。

#### 航空特攻

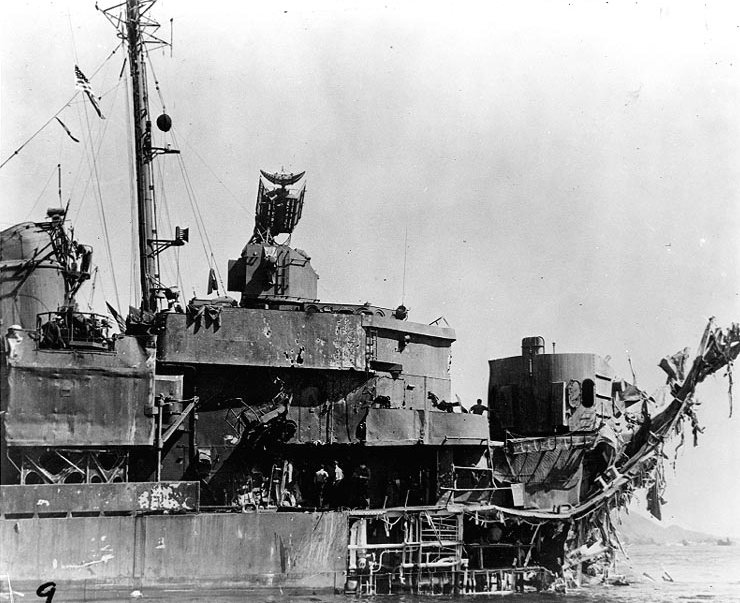
1945年4月12日、特攻で艦首を失う甚大な損傷を被ったリンゼー (掃海駆逐艦)。

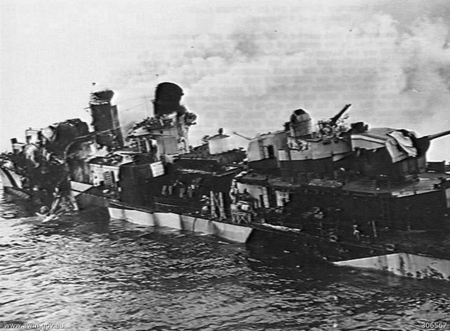
1945年4月29日、特攻で艦橋を含む上部構造物の殆どが破壊されたヘイゼルウッド。

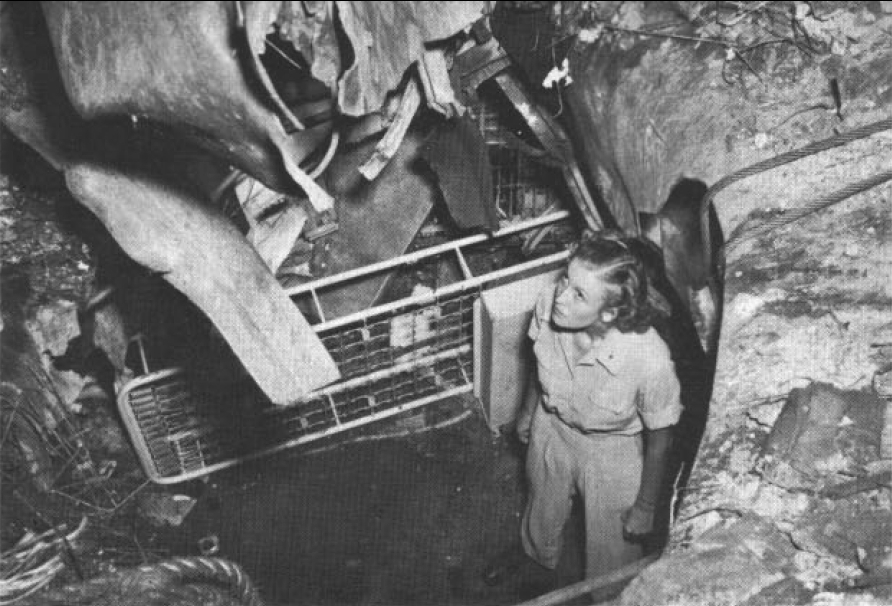
1945年4月29日に特攻によりできたコンフォート（病院船）の船体の破孔を見上げるアメリカ軍の従軍看護婦。

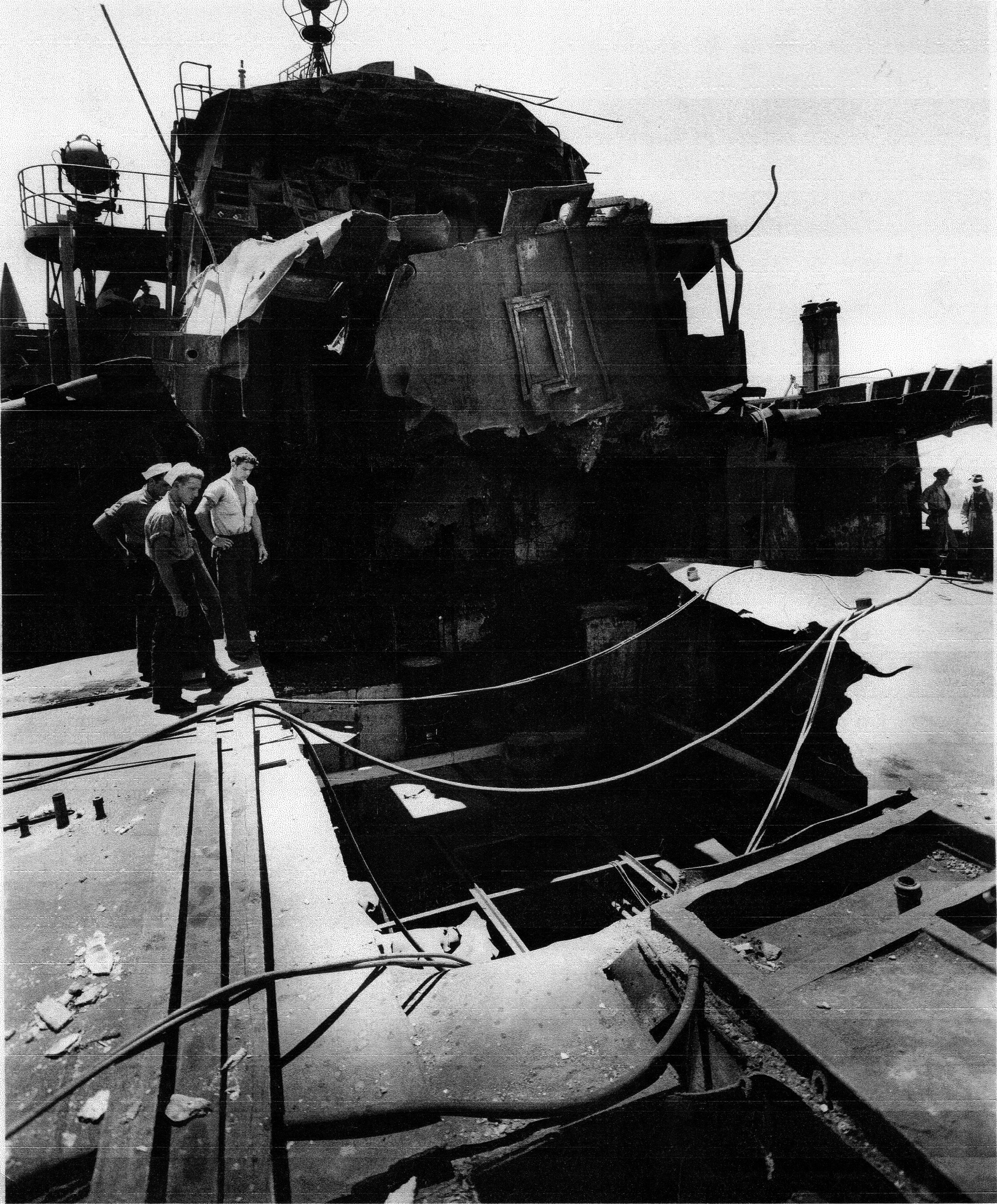
病院船コンフォートと同日に特攻により大破したピンクニー (傷病者輸送艦) 。

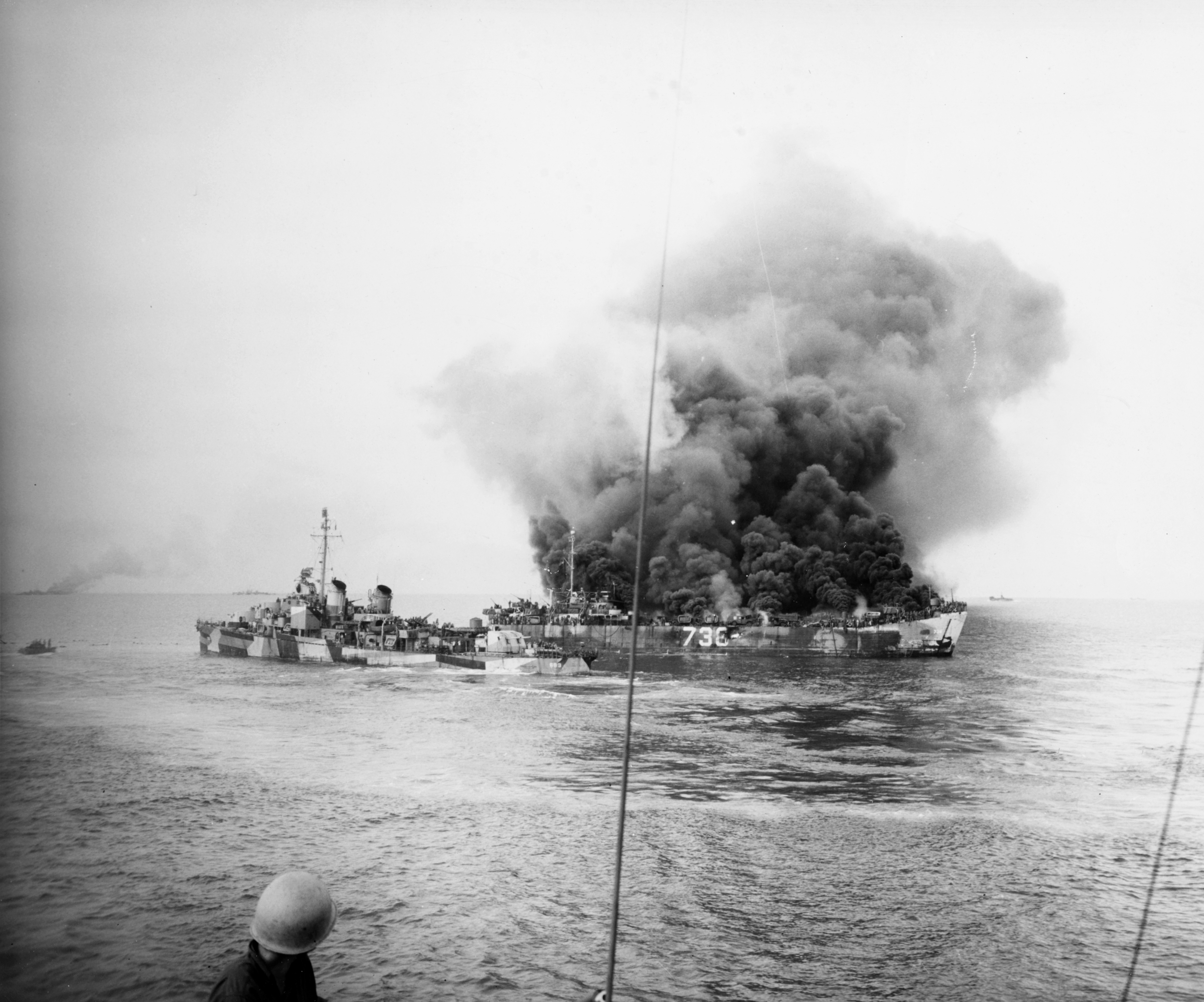
フィリピンミンドロ島の戦いで特攻機が命中し炎上するLST-738（この後沈没）、LSTは特攻の有力目標の一つとなり多数が撃沈破されている。

| 沈没日         | 艦名                                                       | 艦種                   | 場所                        | 戦死者           | 負傷者      |
| -------------- | ---------------------------------------------------------- | ---------------------- | --------------------------- | ---------------- | ----------- |
| 1944年10月24日 | ソノマ (艦隊曳航船)（英語版）                              | 艦隊曳航船             | フィリピン                  | 7                | 36          |
| 1944年10月24日 | LCI-1065（英語版）                                         | 歩兵揚陸艦             | フィリピン                  | 13               | 8           |
| 1944年10月25日 | セント・ロー                                               | 護衛空母               | フィリピン                  | 143              | 370         |
| 1944年11月1日  | アブナー・リード                                           | 駆逐艦                 | フィリピン                  | 23               | 56          |
| 1944年11月27日 | SC-744（英語版）                                           | 駆潜艇                 | フィリピン                  | 6                | 7           |
| 1944年12月5日  | LSM-20（英語版）                                           | 中型揚陸艦             | フィリピン                  | 8                | 9           |
| 1944年12月7日  | マハン                                                     | 駆逐艦                 | フィリピン                  | 18               | 31          |
| 1944年12月7日  | LSM-318                                                    | 中型揚陸艦             | フィリピン                  | 3                | 3           |
| 1944年12月7日  | ワード                                                     | 輸送駆逐艦             | フィリピン                  | 0                | 5           |
| 1944年12月10日 | PT-323（英語版）                                           | 魚雷艇                 | フィリピン                  | 0                | 10          |
| 1944年12月10日 | レイド (駆逐艦)（英語版）                                  | 駆逐艦                 | フィリピン                  | 150              | 不明        |
| 1944年12月11日 | ウィリアム S. ラッド（英語版）                             | リバティ型輸送艦       | フィリピン                  | 0                | 10          |
| 1944年12月15日 | LST-472                                                    | 戦車揚陸艦             | フィリピン                  | 8                | 9           |
| 1944年12月15日 | LST-738（英語版）                                          | 戦車揚陸艦             | フィリピン                  | 1                | 11          |
| 1944年12月18日 | PT-300                                                     | 魚雷艇                 | フィリピン                  | 8                | 7           |
| 1944年12月21日 | LST-460（英語版）                                          | 戦車揚陸艦             | フィリピン                  | 約100            | 不明        |
| 1944年12月21日 | LST-749（英語版）                                          | 戦車揚陸艦             | フィリピン                  | 30               | 10          |
| 1944年12月28日 | ジョン・バーク                                             | リバティ型輸送艦       | フィリピン                  | 69               | 0           |
| 1944年12月28日 | アメリカ陸軍輸送艦FS船（Freight and Supply Ship)[注 1][14] | 陸軍貨物・補給船       | フィリピン                  | 25[注 2][15][16] | 1           |
| 1944年12月28日 | LST-750（ポルトガル語版）                                  | 戦車揚陸艦             | フィリピン                  | 4以上            | 23以上[17]  |
| 1944年12月30日 | ポーキュパイン (艦隊給油艦)（英語版）                      | 艦隊給油艦             | フィリピン                  | 7                | 8           |
| 1945年1月4日   | オマニー・ベイ                                             | 護衛空母               | フィリピン                  | 98               | 65          |
| 1945年1月5日   | ルイス・L・ダイチ（英語版）                                | リバティ型輸送艦       | フィリピン                  | 71               | 0           |
| 1945年1月6日   | ロング                                                     | 駆逐艦                 | フィリピン                  | 1                | 35          |
| 1945年2月21日  | ビスマーク・シー                                           | 護衛空母               | 硫黄島                      | 318              | 99          |
| 1945年4月2日   | ディカーソン                                               | 輸送駆逐艦             | 沖縄                        | 54               | 97          |
| 1945年4月6日   | ブッシュ                                                   | 駆逐艦                 | 沖縄                        | 94               | 32          |
| 1945年4月6日   | コルホーン                                                 | 駆逐艦                 | 沖縄                        | 35               | 21          |
| 1945年4月6日   | エモンズ                                                   | 敷設駆逐艦             | 沖縄                        | 64               | 71          |
| 1945年4月6日   | ホッブス・ビクトリー（英語版）                             | ビクトリー型輸送艦     | 沖縄                        | 13               | 2           |
| 1945年4月6日   | ローガン・ビクトリー（英語版）                             | ビクトリー型輸送艦     | 沖縄                        | 15               | 9           |
| 1945年4月7日   | LST-447（英語版）                                          | 戦車揚陸艦             | 沖縄                        | 5                | 17          |
| 1945年4月12日  | マナート・L・エベール                                      | 駆逐艦                 | 沖縄                        | 82               | 32          |
| 1945年4月12日  | LCS-33                                                     | 上陸支援艇             | 沖縄                        | 4                | 29          |
| 1945年4月16日  | プリングル                                                 | 駆逐艦                 | フィリピン・沖縄（合計2回） | 76               | 120         |
| 1945年4月22日  | スワロー (掃海艦)（英語版）                                | 掃海艦                 | 沖縄                        | 2                | 9           |
| 1945年4月22日  | LCS-15                                                     | 上陸支援艇             | 沖縄                        | 15               | 11          |
| 1945年4月27日  | カナダ・ビクトリー（英語版）                               | ビクトリー型輸送艦     | 沖縄                        | 3                | 5           |
| 1945年5月3日   | リトル                                                     | 駆逐艦                 | 沖縄                        | 62               | 47          |
| 1945年5月4日   | LSM(R)-195（英語版）                                       | 中型揚陸艦（ロケット） | 沖縄                        | 8                | 16          |
| 1945年5月4日   | モリソン                                                   | 駆逐艦                 | 沖縄                        | 152              | 102         |
| 1945年5月4日   | ルース                                                     | 駆逐艦                 | 沖縄                        | 150              | 94          |
| 1945年5月4日   | LSM(R)-190（英語版）                                       | 中型揚陸艦（ロケット） | 沖縄                        | 13               | 18          |
| 1945年5月4日   | LSM(R)-194（英語版）                                       | 中型揚陸艦（ロケット） | 沖縄                        | 13               | 23          |
| 1945年5月9日   | オバーレンダー                                             | 護衛駆逐艦             | 沖縄                        | 54               | 51          |
| 1945年5月20日  | LST-808[18][19]                                            | 戦車揚陸艦             | 沖縄                        | 17               | 11          |
| 1945年5月25日  | ベイツ (輸送駆逐艦)（英語版）                              | 輸送駆逐艦             | 沖縄                        | 21               | 35          |
| 1945年5月25日  | LSM-135（英語版）                                          | 中型揚陸艦             | 沖縄                        | 11               | 10          |
| 1945年5月28日  | ドレクスラー                                               | 駆逐艦                 | 沖縄                        | 168              | 52          |
| 1945年6月10日  | ウィリアム・D・ポーター                                    | 駆逐艦                 | 沖縄                        | 0                | 61          |
| 1945年6月16日  | トゥィッグス (駆逐艦)（英語版）                            | 駆逐艦                 | 沖縄                        | 193              | 34          |
| 1945年6月21日  | LSM-59                                                     | 中型揚陸艦             | 沖縄                        | 2                | 8           |
| 1945年6月21日  | バリー                                                     | 輸送駆逐艦             | 沖縄                        | 0                | 30 [注 3]   |
| 1945年7月26日  | ヴェステル (イギリス海軍掃海艦)（英語版）[注 4]            | イギリス海軍掃海艦     | プーケット                  | 20               | 不明        |
| 1945年7月28日  | キャラハン                                                 | 駆逐艦                 | 沖縄                        | 47               | 73          |
| 1945年8月19日  | КТ-152[20][注 5]                                           | ソビエト連邦軍掃海艇   | 占守島                      | 17               | 不明        |
| 合計           | 56隻                                                       |                        |                             | 2,491名以上      | 1,933名以上 |
※ソノマとLCI1065は、日本で最初の特攻と言われる神風特攻隊敷島隊等より前の沈没艦であるが、アメリカ軍の公式記録上は特攻機（suicide plane)によるものとなっている。

#### 水中特攻（回天）

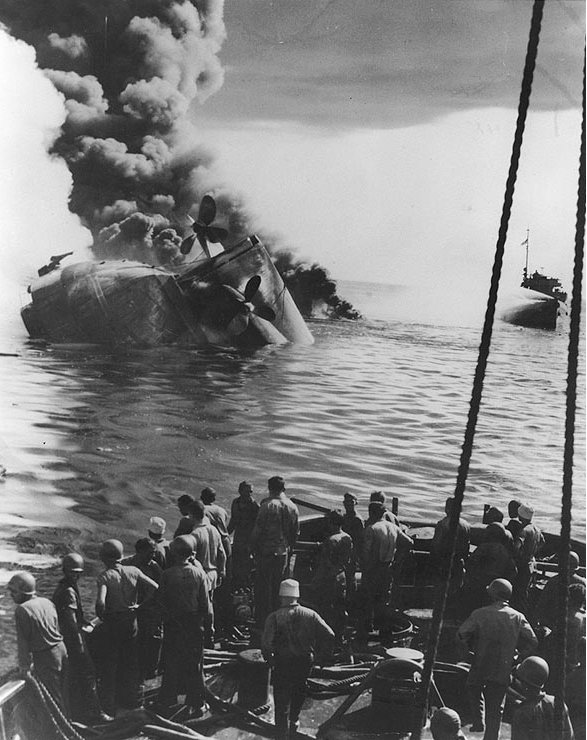
1944年11月20日、仁科関夫中尉搭乗の回天が命中し沈没した給油艦ミシシネワ。

| 沈没日         | 艦名                    | 艦種       | 場所       | 戦死者 | 負傷者 |
| -------------- | ----------------------- | ---------- | ---------- | ------ | ------ |
| 1944年11月20日 | ミシシネワ              | 給油艦     | ウルシー   | 63     | 95     |
| 1945年1月12日  | LCI(L)-600 (歩兵揚陸艇) | 歩兵揚陸艇 | ウルシー   | 3      | 0      |
| 1945年7月24日  | アンダーヒル            | 護衛駆逐艦 | フィリピン | 112    | 約100  |
| 合計           | 3隻                     |            |            | 178名  | 195名  |

#### 水上特攻（震洋・マルレ）
| 沈没日        | 艦名              | 艦種       | 場所       | 戦死者 | 負傷者     |
| ------------- | ----------------- | ---------- | ---------- | ------ | ---------- |
| 1945年1月10日 | LCI-974           | 歩兵揚陸艇 | フィリピン | 不明   | 不明       |
| 1945年1月31日 | PC-1129（英語版） | 駆潜艇     | フィリピン | 69     | 0          |
| 1945年2月1日  | PT-77[注 6]       | 魚雷艇     | フィリピン | 0      | 0          |
| 1945年2月1日  | PT-79             | 魚雷艇     | フィリピン | 0      | 0          |
| 1945年2月15日 | LCS-7             | 上陸支援艇 | フィリピン | 24     | 約80[注 7] |
| 1945年2月15日 | LCS-26            | 上陸支援艇 | フィリピン | 24     |            |
| 1945年2月15日 | LCS-49            | 上陸支援艇 | フィリピン | 25     |            |
| 1945年3月26日 | LCT-1090          | 戦車揚陸艇 | フィリピン | 不明   | 不明       |
| 1945年3月30日 | LSM-12            | 中型揚陸艦 | 沖縄       | 不明   | 不明       |
| 1945年4月3日  | LCI-82            | 歩兵揚陸艇 | 沖縄       | 8      | 11         |
| 1945年4月27日 | LCVP数隻          | 上陸用舟艇 | 沖縄       | 不明   | 不明       |
| 1945年5月10日 | FS-225            | 陸軍輸送艦 | フィリピン | 不明   | 不明       |
| 合計          | 12隻以上          |            |            | 150名  | 91名       |

### 損傷による除籍処分

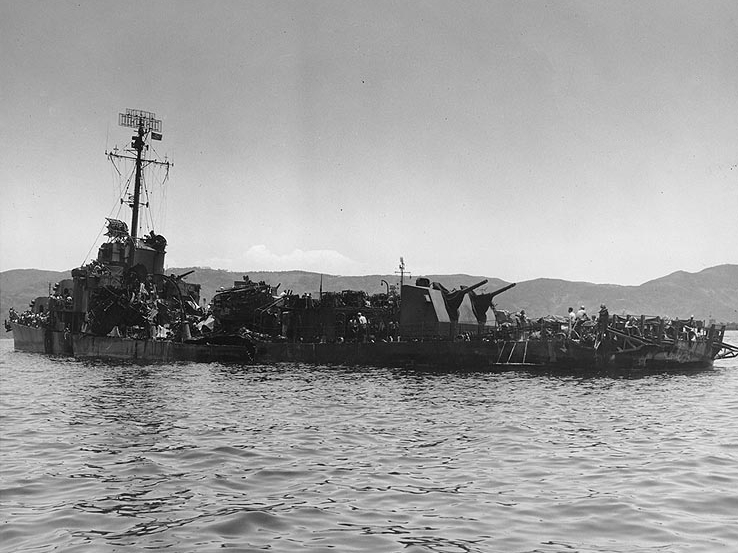
1945年5月3日、3機の特攻機と1発の爆弾が命中したアーロン・ワード (掃海駆逐艦) 上部構造物はほぼ全壊で大量に浸水したが沈まず、レイモンド・スプルーアンス提督から祝電が送られている。しかし修理は不能であり除籍された。

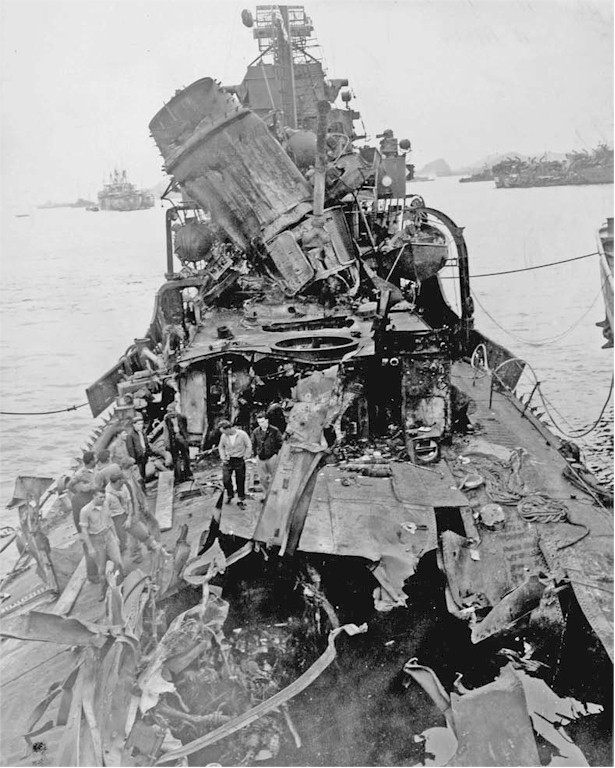
1945年4月6日、5機の特攻機が命中した駆逐艦ニューコム。損傷が酷く本土に曳航後除籍。

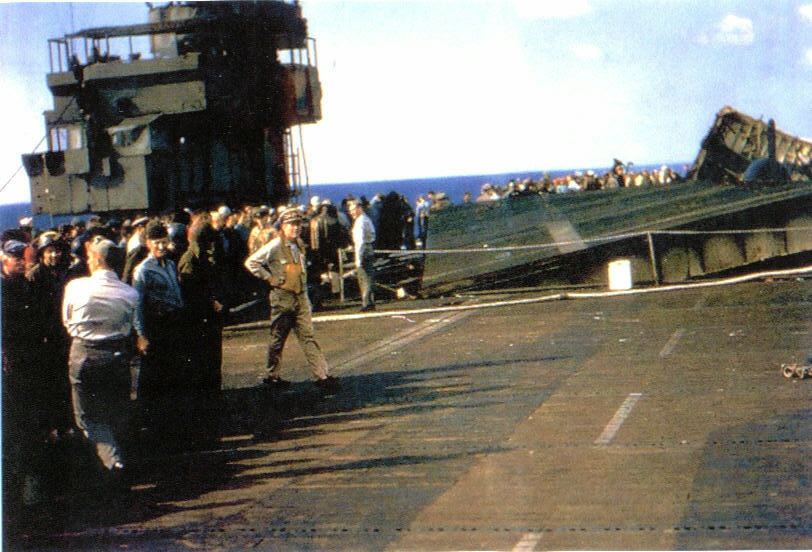
1945年5月4日、菊水作戦で陸軍飛行第105戦隊の三式戦「飛燕」もしくは海軍第17大義隊の零戦1機の特攻により大破した護衛空母サンガモン、優れたダメージコントロールで沈没を免れたため、褒美として生存者にはアイスクリームが支給された。

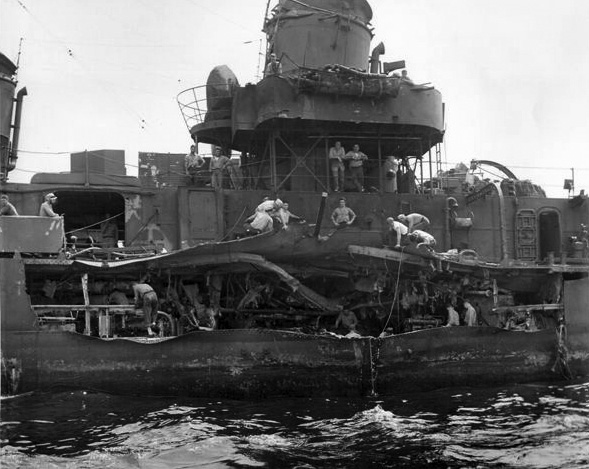
1945年6月6日、4機の特攻機に襲撃され3機を撃墜したが1機に命中され大破したウィリアム・ディッター (掃海駆逐艦) 、ニューヨークに回航され1945年9月除籍。

※アメリカ本土に曳航されたが修理不能と判定され除籍されたか、アメリカ海軍検査・調査委員会の判定によって廃艦指示された艦。

#### 航空特攻
| 損傷日        | 艦名                                          | 艦種       | 場所                        | 戦死者 | 負傷者 |
| ------------- | --------------------------------------------- | ---------- | --------------------------- | ------ | ------ |
| 1945年1月5日  | ブルックス (輸送駆逐艦)（英語版）             | 輸送駆逐艦 | フィリピン                  | 3      | 11     |
| 1945年1月6日  | ベルナップ (輸送駆逐艦)（英語版）             | 輸送駆逐艦 | フィリピン                  | 38     | 49     |
| 1945年4月6日  | ロイツェ                                      | 駆逐艦     | 沖縄                        | 8      | 33     |
| 1945年4月6日  | ニューコム                                    | 駆逐艦     | フィリピン・沖縄（合計2回） | 43     | 64     |
| 1945年4月6日  | ウィッター (掃海駆逐艦)（英語版）             | 掃海駆逐艦 | 沖縄                        | 6      | 6      |
| 1945年4月6日  | モリス (駆逐艦)（英語版）                     | 駆逐艦     | 沖縄                        | 13     | 45     |
| 1945年4月16日 | ハーディング (敷設駆逐艦)（英語版）           | 敷設駆逐艦 | 沖縄                        | 22     | 10     |
| 1945年4月29日 | ハガード (駆逐艦)（英語版）                   | 駆逐艦     | 沖縄                        | 11     | 40     |
| 1945年5月3日  | アーロン・ワード (敷設駆逐艦)（英語版）       | 敷設駆逐艦 | 沖縄                        | 45     | 49     |
| 1945年5月4日  | サンガモン                                    | 護衛空母   | 沖縄                        | 46     | 116    |
| 1945年5月9日  | イングランド (護衛駆逐艦)                     | 護衛駆逐艦 | 沖縄                        | 35     | 27     |
| 1945年5月11日 | ヒュー・W・ハドレイ (駆逐艦)                  | 駆逐艦     | 沖縄                        | 30     | 121    |
| 1945年5月11日 | エヴァンズ (DD-552)                           | 駆逐艦     | 沖縄                        | 30     | 29     |
| 1945年5月20日 | チェース (輸送駆逐艦)（英語版）               | 輸送駆逐艦 | 沖縄                        | 0      | 35     |
| 1945年5月20日 | サッチャー                                    | 駆逐艦     | 沖縄                        | 14     | 53     |
| 1945年5月25日 | スペクタクル (掃海艦)（英語版）               | 掃海艦     | 沖縄                        | 29     | 6      |
| 1945年5月25日 | バトラー (敷設駆逐艦)（英語版）               | 敷設駆逐艦 | 沖縄                        | 14     | 不明   |
| 1945年5月25日 | ローパー (輸送駆逐艦)（英語版）               | 輸送駆逐艦 | 沖縄                        | 1      | 10     |
| 1945年5月26日 | フォレスト (敷設駆逐艦)（英語版）             | 敷設駆逐艦 | 沖縄                        | 5      | 13     |
| 1945年5月26日 | PC1603 （英語版）                             | 駆潜艇     | 沖縄                        | 3      | 15     |
| 1945年5月29日 | シュブリック (駆逐艦)（英語版）               | 駆逐艦     | 沖縄                        | 32     | 28     |
| 1945年6月6日  | ウィリアム・ディッター (敷設駆逐艦)（英語版） | 敷設駆逐艦 | 沖縄                        | 10     | 27     |
| 1945年6月21日 | LSM-213[注 8][22]                             | 中型揚陸艦 | 沖縄                        | 3      | 10     |
| 合計          | 23隻                                          |            |                             | 438名  | 784名  |

#### 水上特攻（震洋・マルレ）
| 損傷日        | 艦名                          | 艦種       | 場所       | 戦死者 | 負傷者 |
| ------------- | ----------------------------- | ---------- | ---------- | ------ | ------ |
| 1945年1月10日 | LST-610                       | 戦車揚陸艦 | フィリピン | 0      | 0      |
| 1945年1月10日 | LST-925                       | 戦車揚陸艦 | フィリピン | 1      | 8      |
| 1945年4月27日 | ハッチンス (駆逐艦)（英語版） | 駆逐艦     | 沖縄       | 0      | 20     |
| 1945年4月27日 | LCS-37                        | 上陸支援艇 | 沖縄       | 0      | 7      |
| 合計          | 4隻                           |            |            | 1名    | 35名   |

### 損傷

#### 巡洋艦以上

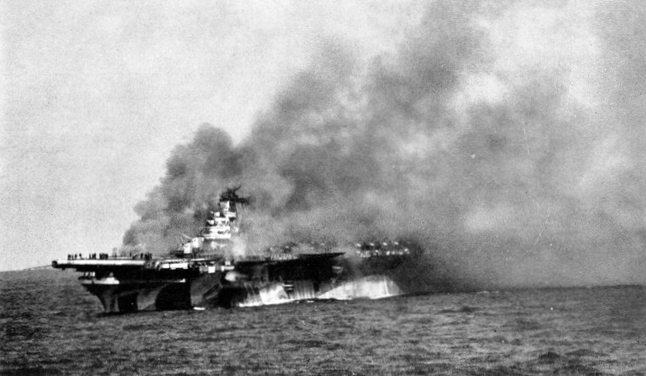
1945年1月21日、台湾沖で神風特攻隊新高隊の特攻で大破炎上する空母タイコンデロガ。

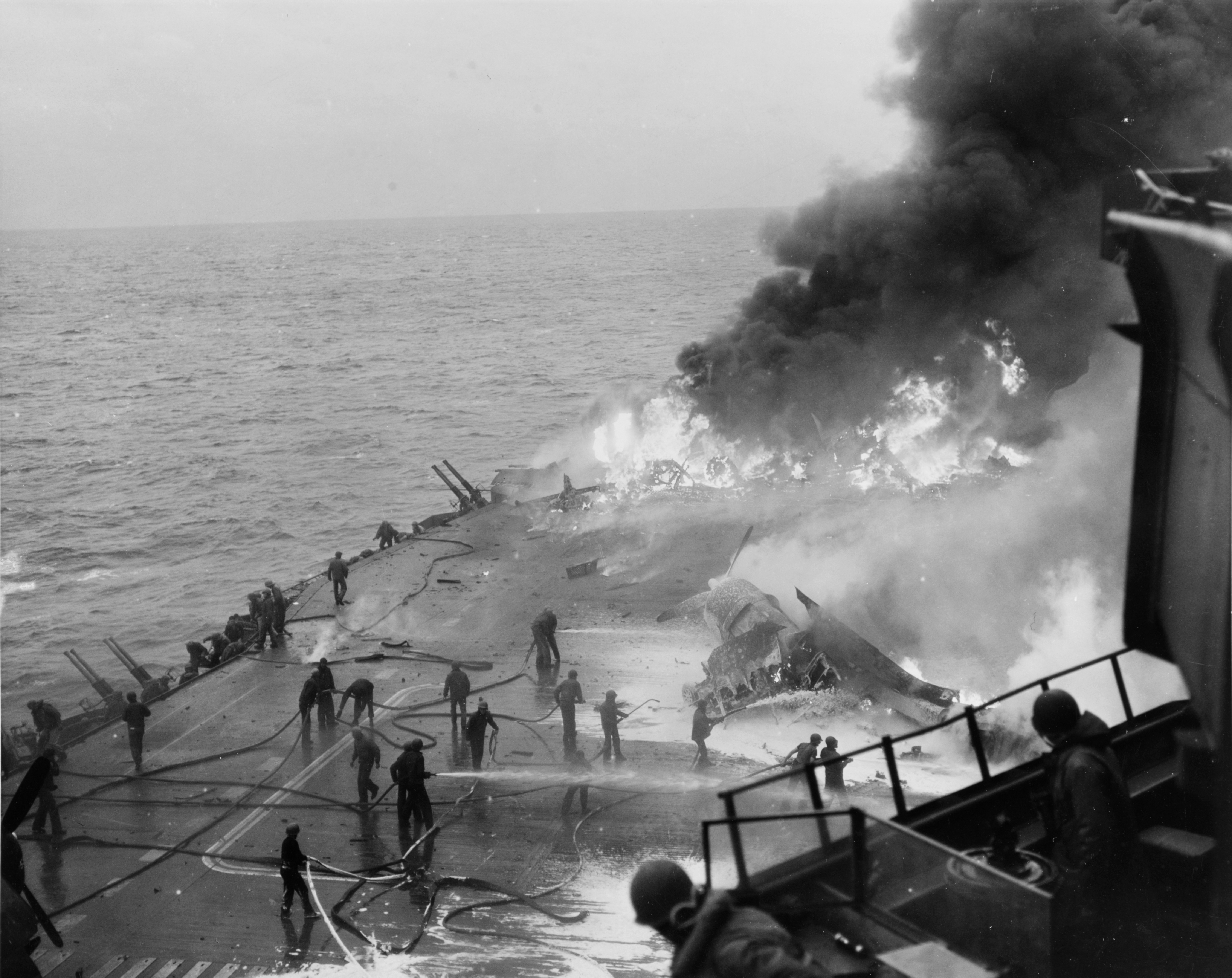
1945年2月21日、硫黄島の戦い中に4機の特攻と2発の爆弾命中により搭載艦載機が炎上しているサラトガ 。

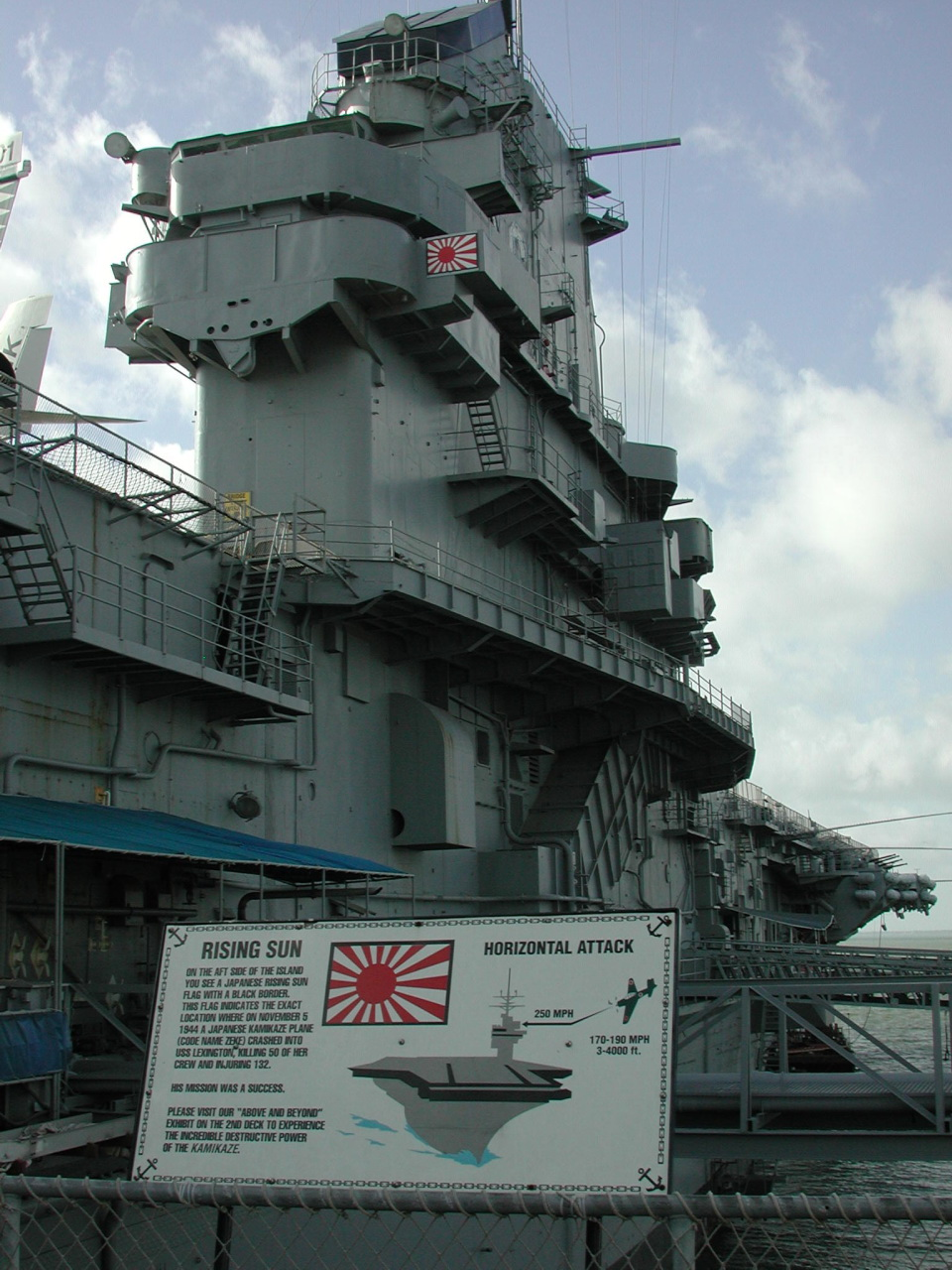
1944年11月5日にレキシントンの旭日旗が描かれている部分に特攻機が命中し艦橋に損傷を与えた。

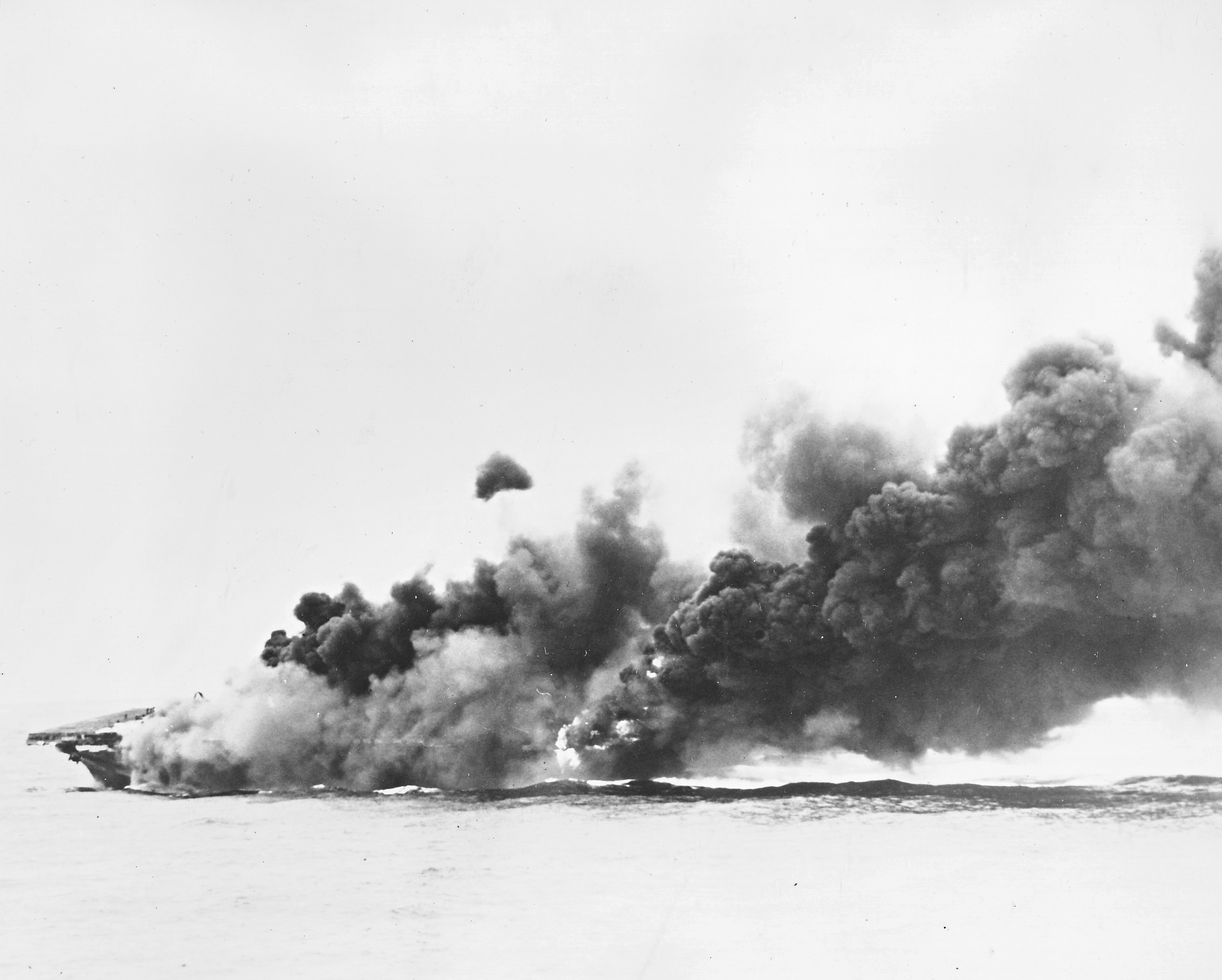
1945年4月7日、沖縄戦の菊水作戦で1機の特攻により炎上する空母ハンコック、この後修理のためアメリカ本土へ回航 。

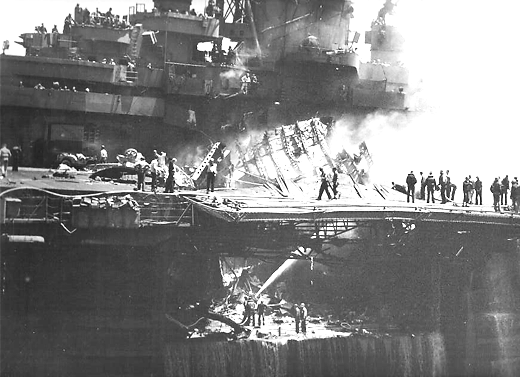
1945年5月11日、沖縄戦で2機の特攻で深刻な損害を被った空母バンカーヒル 。

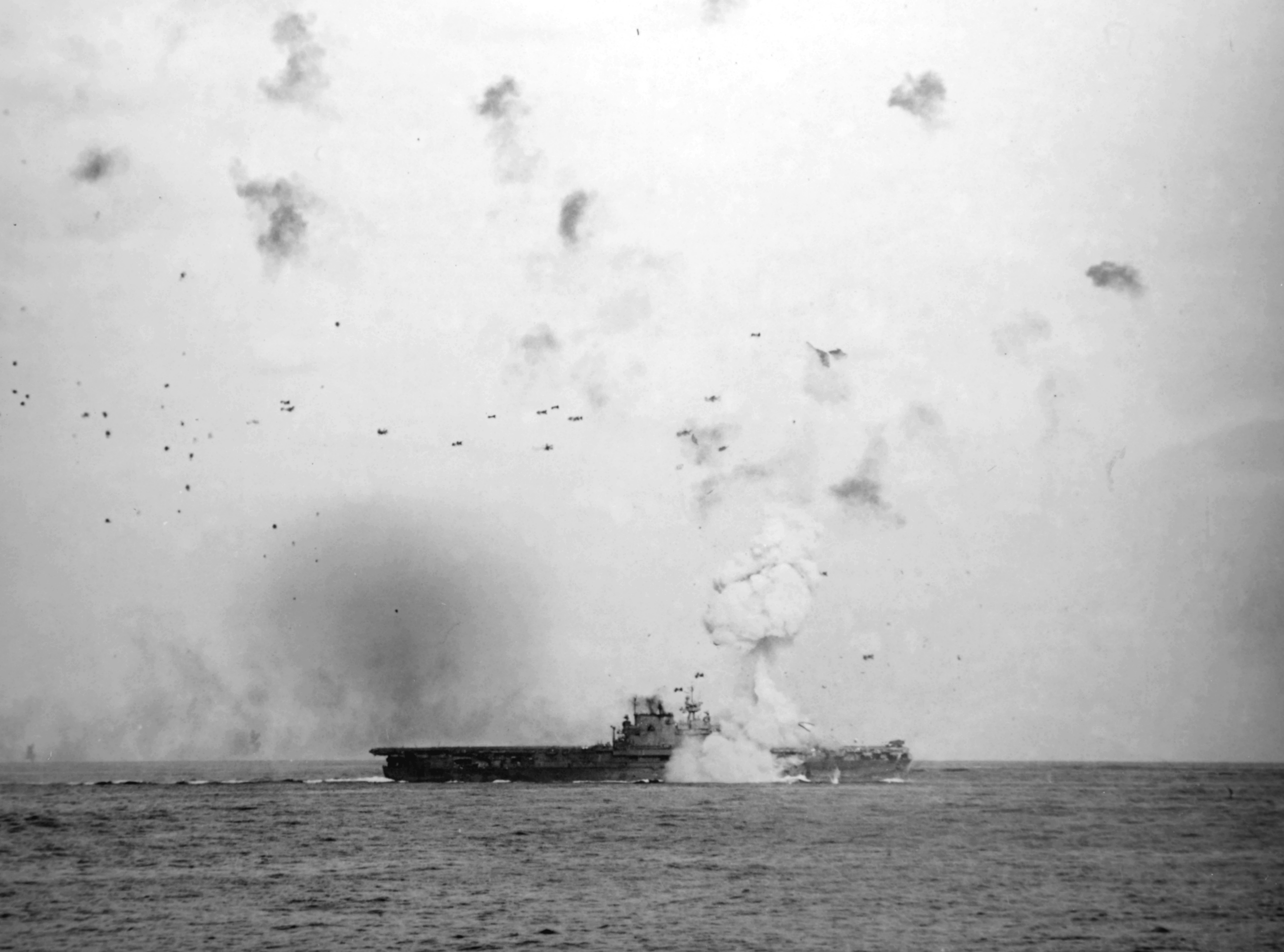
1945年5月21日、富安俊助中尉搭乗の零戦が空母エンタープライズに突入した瞬間 。

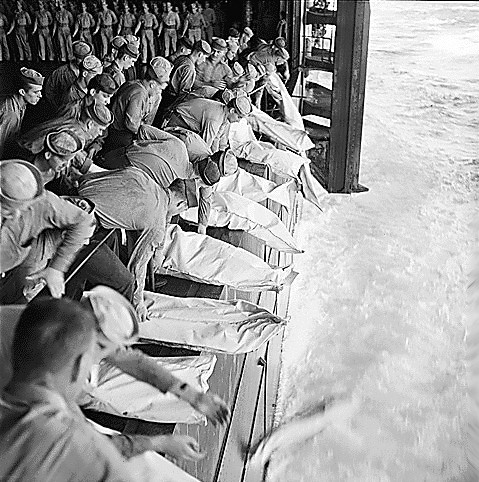
1944年11月25日、特攻で大破し175名の死傷者を出した米空母イントレピッドでの戦死者の水葬。

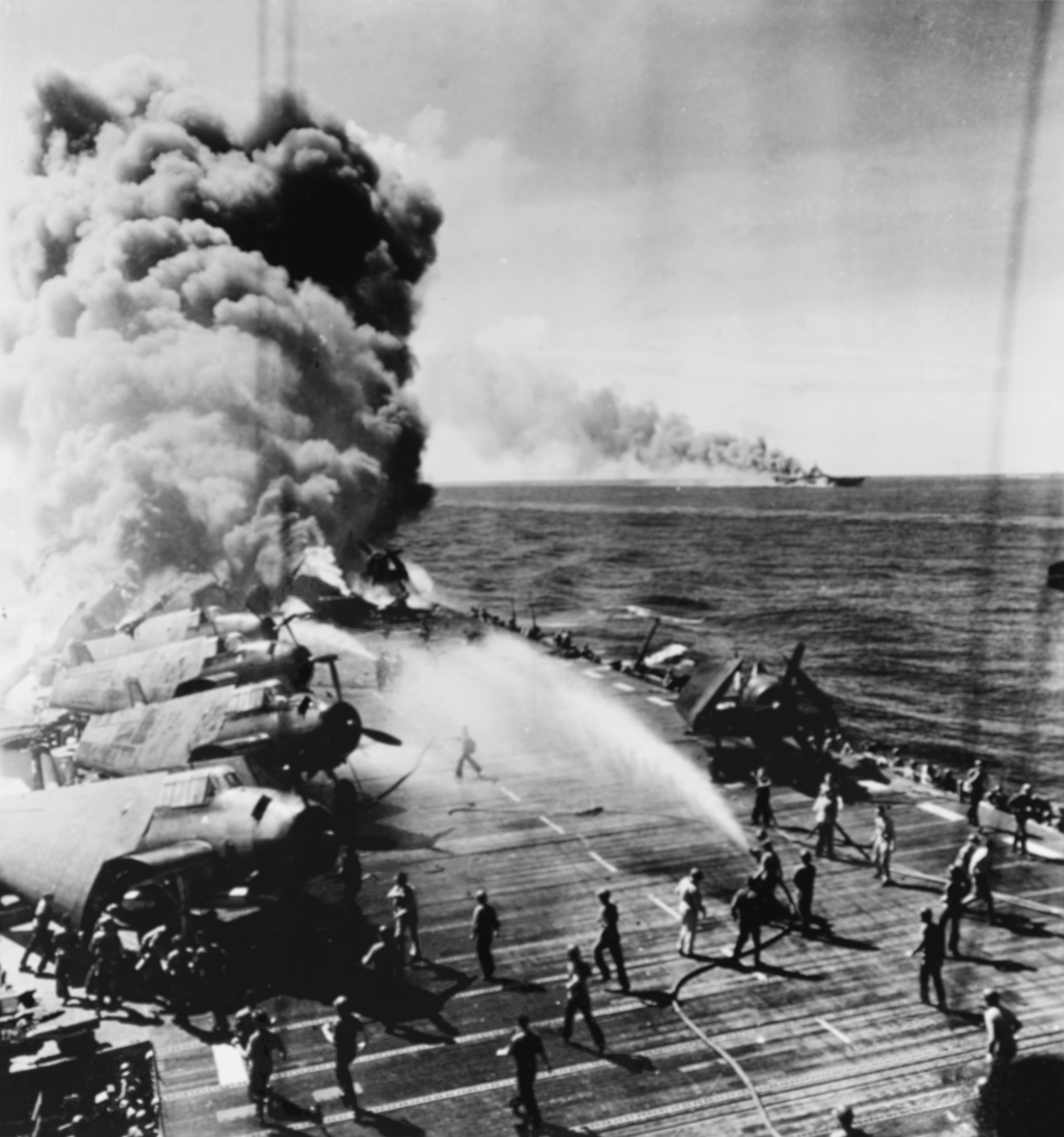
1944年10月30日神風特攻隊葉桜隊の零戦1機の特攻を受け艦載機が次々と炎上している軽空母ベロー・ウッド、奥は同じく特攻で炎上する正規空母フランクリン。

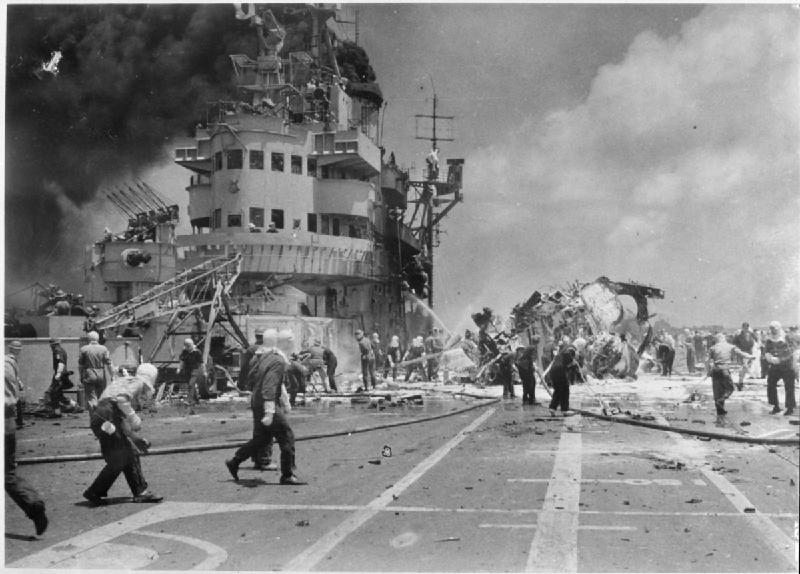
1945年5月4日、特攻による火災で艦載機が炎上したイギリス軍空母フォーミダブル 、しかしイギリス軍の正規空母は飛行甲板は戦艦なみの装甲板であり、致命的な損傷にはならなかった。

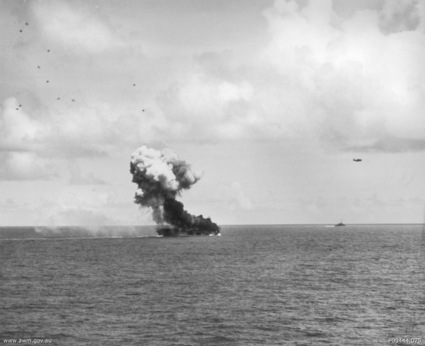
1944年10月25日、神風特攻大和隊の零戦が護衛空母スワニーに命中した瞬間

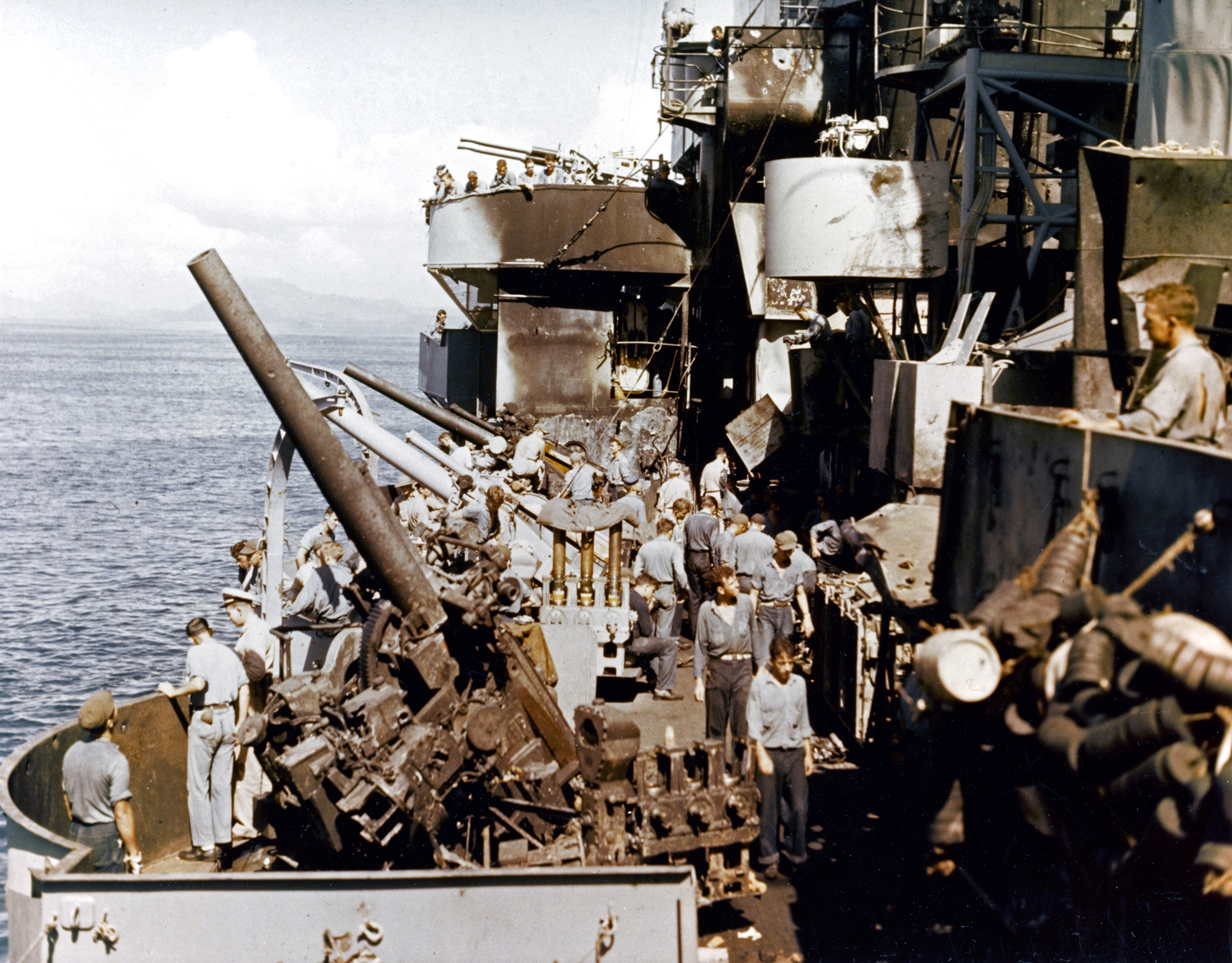
1944年12月13日に特攻で損傷した軽巡洋艦ナッシュビル。

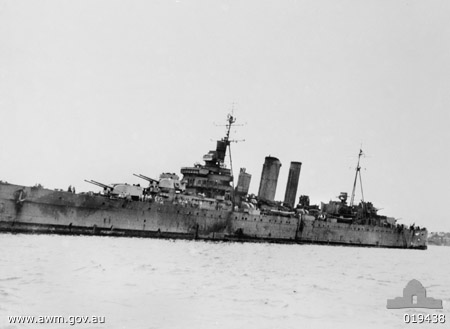
フィリピン戦で5回も特攻の損害を被った重巡洋艦オーストラリア、沈まなかったが損害は甚大で終戦まで戦線復帰できなかった。

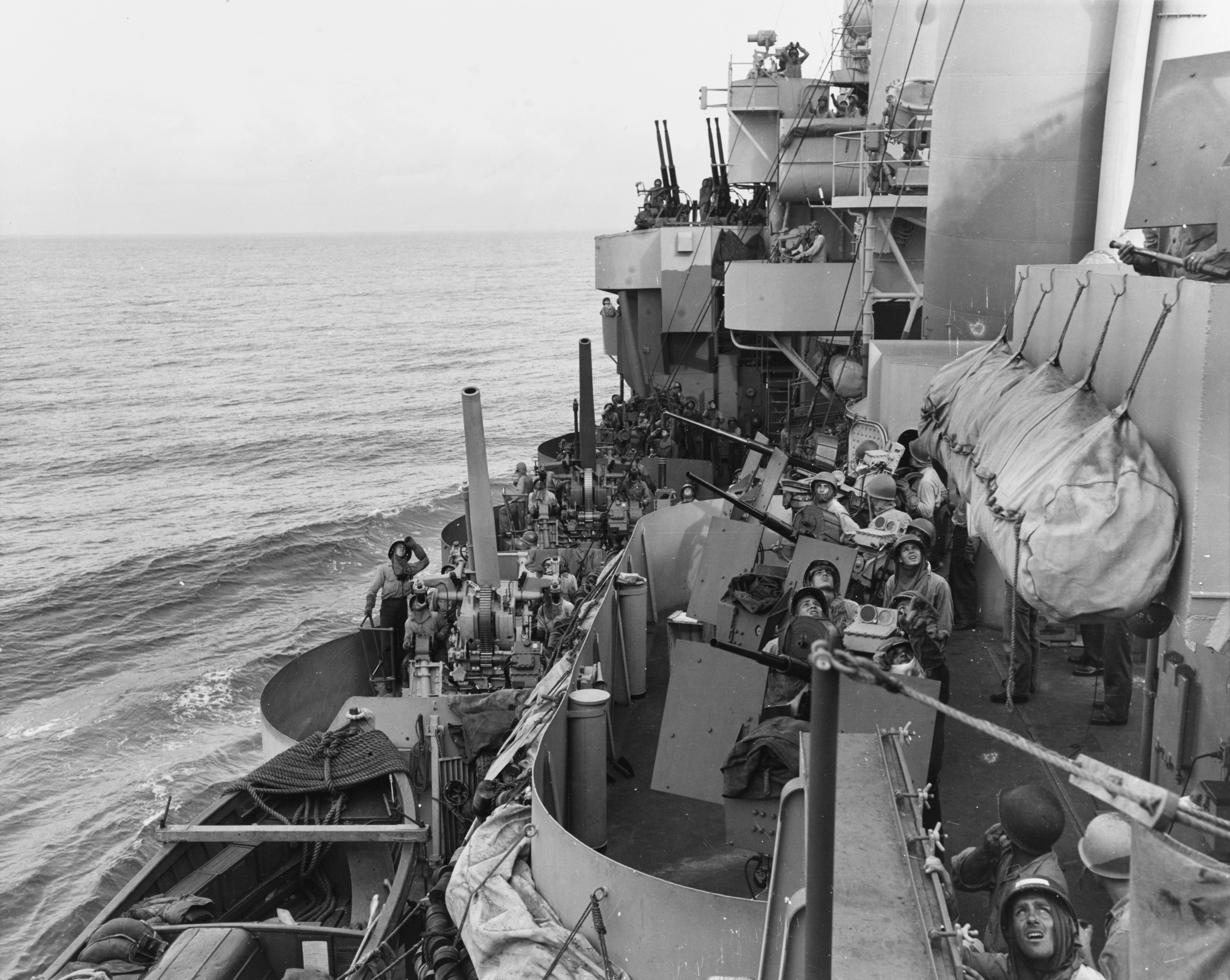
特攻機に備えて対空戦闘準備中の軽巡洋艦フェニックス

| 艦名                          | 艦種                     | 損傷場所                            | 戦死者  | 負傷者  | 備考 |
| ----------------------------- | ------------------------ | ----------------------------------- | ------- | ------- | --- |
| コロラド                      | 戦艦                     | フィリピン                          | 19      | 72      | 陸軍特別攻撃隊八紘隊の一式戦「隼」が命中。艦体に10フィートの穴があき多数の死傷者を出した[23]。 |
| メリーランド                  | 戦艦                     | フィリピン.沖縄（合計2回）          | 62      | 68      | フィリピンでは陸軍特別攻撃隊靖国隊の一式戦「隼」が命中。その隼は雲の中から現れて急降下でメリーランドに命中する直前に、機首を上げて急上昇をはじめ、尾翼を真下に垂直上昇してまた雲に入ると、1秒後には太陽を背にしてまっさかさまの急降下でメリーランドの第2砲塔に突入するといった曲芸飛行を見せてアメリカ軍を驚かせている。受けた損害も深刻で病室が破壊され衛生兵は戦死、歯科軍医も顔面に大火傷を負っている[24]。 |
| ニューメキシコ                | 戦艦                     | フィリピン・沖縄（合計2回）         | 84      | 206     | フィリピンでは艦橋に特攻機が命中、イギリス陸軍のラムズデン中将とニューメキシコの艦長のフレミング大佐が戦死し、タイム誌の従軍記者も死亡した。沖縄戦では第5艦隊の臨時旗艦としてレイモンド・スプルーアンス中将が座乗したが再度特攻を受け、煙突に爆弾が突入し炸裂、ボイラー室が破壊され[25]、戦死54名、負傷者119名の大損害を被った。スプルーアンスは艦内を移動中に、物陰に隠れて難を逃れたが、一時は行方不明になり、幕僚らが混乱状態に陥っている[26]。 |
| カリフォルニア                | 戦艦                     | フィリピン                          | 45      | 151     | 1945年1月6日、リンガエン湾でルソン島上陸部隊の支援艦隊に特攻機が襲いかかり、カリフォルニアには特攻機が檣楼に命中し多大な人的損害が生じた[27]。この日は戦艦ニューメキシコや重巡洋艦ルイビル・オーストラリア、軽巡洋艦コロンビアなどに12機の特攻機が命中、7機が至近命中し支援艦隊に大きな損害を与えている[28]。 |
| ミシシッピ                    | 戦艦                     | フィリピン・沖縄（合計2回）         | 27      | 71      | フィリピンでは陸軍特別攻撃隊一誠隊の一式戦「隼」が、沖縄では陸軍飛行第17戦隊の三式戦「飛燕」が命中。 |
| ネバダ                        | 戦艦                     | 沖縄                                | 11      | 47      | 陸軍特別攻撃隊誠第32飛行隊または赤心隊の九九式襲撃機または九九式軍偵察機が命中。 |
| ウェストバージニア            | 戦艦                     | 沖縄                                | 4       | 23      | 1945年4月1日、誠39飛行隊の一式戦闘機「隼」3機が沖縄本島を艦砲射撃中であった本艦に接近、そのうち対空砲火をくぐり抜けた1機が上部構造物甲板に体当たりし、搭載していた250㎏爆弾が甲板を貫通して艦内に突入したが不発であった[29]。 |
| ミズーリ                      | 戦艦                     | 沖縄（合計2回）                     | 0       | 3       | 1945年4月11日に石野節雄二飛曹の搭乗する零戦が突入、石野の遺体の一部が艦上に残された。ミズーリの艦長であるウィリアム・キャラハン大佐（第三次ソロモン海戦で戦死したダニエル・J・キャラハン少将の弟）は「祖国のために命を投げうってその使命を敢行した勇敢な男には、名誉ある水葬をもって臨むべきである。死した兵士はもはや敵ではない。翌朝、勇者の葬儀を執り行う」と石野を称賛し、異例とも言える敵兵の水葬を行った。その際わざわざミズーリの水兵が手作りで作った旭日旗で石野の遺体を覆って、礼砲まで撃っている。[30][31] |
| テネシー                      | 戦艦                     | 沖縄                                | 23      | 176     | 沖縄戦では第54任務部隊司令のデヨ少将が座乗していた。1945年4月12日に2機の特攻機が命中し、死傷者199名の甚大な損傷を受けている。デヨ少将も艦橋目がけて突入してきた特攻機が直前で撃墜されて、九死に一生を得ている。その際、集中射撃しても中々撃墜できなかった特攻機を見て「彼奴らの体は何でできているのだろうか。」と驚嘆している[32]。 |
| アイダホ                      | 戦艦                     | 沖縄（合計2回）                     | 0       | 13      | |
| ニューヨーク                  | 戦艦                     | 沖縄                                | 0       | 2       | 1945年4月14日、 水上機カタパルトに第10忠義隊の零戦もしくは第29振武隊の隼が命中し、観測機を破壊してカタパルトにも損傷を与えた[33]。 |
| イントレピッド                | 正規空母                 | フィリピン・室戸沖・沖縄（合計4回） | 97      | 236     | アメリカ軍の艦艇では最多の特攻被害艦となった。イントレピッドはあまりにも修理のためにドック入りしている期間が長かったため、ドライアイを捩って“the Dry I”（ドライは乾ドックの事で IはIntrepidの頭文字）との不名誉なニックネームを付けられている[34]。 |
| フランクリン                  | 正規空母                 | フィリピン（合計2回）               | 57      | 24      | フランクリンは1944年1月31日に艦隊配備、1944年10月29日に特攻により大破、修理を終えて1945年3月15日に第58任務部隊に復帰したが、1945年3月19日に九州沖航空戦で陸上爆撃機「銀河」による緩降下爆撃により、艦載機と積載弾薬・燃料が誘爆し724名死亡265名負傷の甚大な損害を被った。その後は一度も運用されることなく除籍されたので、実動9ヶ月で艦生命が終わる事となった。[35] |
| レキシントン                  | 正規空母                 | フィリピン                          | 50      | 132     | 第38任務部隊の旗艦でジョン・S・マケイン・シニア中将が乗艦していたが、1944年11月5日、艦橋に零式艦上戦闘機が1機命中、艦橋を損傷し多数の死傷者を出した[36]。マケインは空母ワスプに旗艦を移したが、ワスプもその後の九州沖航空戦において特攻で大破した[37]。 |
| エセックス                    | 正規空母                 | フィリピン                          | 15      | 44      | 1944年11月25日、神風特別攻撃隊第3香取隊の彗星艦爆が命中した。突入直前にエセックス乗組員が撮影した写真に写っていた尾翼の機体番号17により、突入したのは山口義則一飛曹（操縦）酒樹正一飛曹（偵察）の乗機と判明[38]。 |
| ハンコック                    | 正規空母                 | フィリピン.沖縄（合計2回）          | 62      | 73      | 1945年4月7日、沖縄戦では特攻機と搭載爆弾がハンコックの飛行甲板上から爆発、特攻機の搭載燃料による火災で飛行甲板上の出撃準備中の艦載機16機が炎上、4月9日に戦線離脱したハンコックは、1945年6月末に作戦再開した[39]。 |
| タイコンデロガ                | 正規空母                 | 台湾沖                              | 143     | 202     | 1945年1月21日、艦長のディクシー・キーファー大佐も65か所の傷を負い、腕を複雑骨折する重傷を負いながらも、タイコンデロガの被害の拡大を食い止めるために陣頭指揮を続けた。火災が広まらない様にタイコンデロガの傾斜を恐れず大量に注水を行い、誘爆を防ぐために艦載機を海に投棄し、火災がタイコンデロガに致命的な損傷を与える前に鎮火に成功している。損傷が甚大だったのでタイコンデロガが艦隊に復帰できたのは、沖縄戦の終戦間際の1945年5月となり沖縄戦にはほぼ参加できなかった。タイコンデロガの艦長のキーファー大佐のケガは終戦まで完治せず、1945年11月に軍用機墜落で事故死したがその際も未だ腕を吊ったままだった[40]。 |
| サラトガ                      | 正規空母                 | 硫黄島                              | 123     | 192     | 1945年2月21日に海軍第二御楯特別攻撃隊より硫黄島沖にて集中攻撃を受けた。4機の特攻機の体当たりと、撃墜された特攻機の爆弾がサラトガの喫水線と舷側に跳弾して命中、最後に特攻機が投下した800kg爆弾が命中し、合わせて2発の爆弾が命中した。搭載されていた艦載機が次々と誘爆すると共に、艦内の航空燃料にも引火して大破炎上した。その後、辛うじて沈没は逃れたが40機もの艦載機と多くの人命が失われ、本艦が戦闘任務に復帰することはなかった。この攻撃はわずか3分間の間に行われたもので、元々は空母機動部隊での運用を想定して猛訓練を積んでいた精鋭第六〇一海軍航空隊の訓練度の高さを遺憾なく発揮したものとなった。本艦の戦闘報告書は「この攻撃はうまく計画された共同攻撃であった」で始まり、第二御楯特別攻撃隊が巧みに対空砲火を分散させながら突入に成功した様子が記述され、特攻技術の進化によって今後の戦局に大きな懸念をもたらすこととなった[41]。 |
| ランドルフ                    | 正規空母                 | ウルシー                            | 34      | 125     | 1945年3月11日、アメリカ軍の前線基地の西カロリン諸島ウルシー環礁へ鹿児島鹿屋基地から神風特攻梓特攻隊の陸上爆撃機「銀河」が長躯突入した。内1機がランドルフに特攻したが、特攻時ランドルフでは格納庫で映画上映中であり、停泊中にもかかわらず多数の死傷者を出した。ウルシーは修理や補給施設の他に、慰安施設やグラウンドや海水浴場まであって兵士が休養できたが、以後は警報が頻繁に発令される様になって兵士も十分に休養が取れなくなった。ランドルフはウルシー泊地で修理され、1945年4月7日その後沖縄戦にも参加し特攻で大破したバンカーヒル、エンタープライズに代り第58任務部隊の旗艦となった[42]。 |
| ワスプ                        | 正規空母                 | 室戸沖                              | 101     | 269     | 1945年3月、特攻機彗星が突入し、ワスプの格納庫下の居住区で爆発、爆発の衝撃で艦載機の航空燃料が下層甲板に流れ出し、火災が拡大し大損害を被った。1945年4月13日、本土に修理のために回航され復帰は終戦間際の1945年7月にずれこんだ[43][44][45]。（同艦への命中弾は急降下爆撃によるものという資料もあり。） |
| エンタープライズ              | 正規空母                 | 沖縄（合計2回）                     | 18      | 86      | 1945年5月14日に富安俊助中尉搭乗の零戦がほぼ垂直に前部エレベーターに突入、そのまま5層の甲板を貫通して爆弾は艦の奥深くで爆発した。爆弾が爆発した場所に弾薬や燃料がなく誘爆はしなかったが、破孔ができ大量に浸水し船首が一時3m沈下した[46]。 その後、海軍工廠で修理とオーバーホール中に終戦を迎えた。「ビッグE」という称号で呼ばれたり、日本側より6回も沈没と報じられたため「オアフ島の岸壁を走る幽霊」というあだ名が付いたエンタープライズを戦線離脱させ[47]、 米海軍関係者から、エンタープライズに特攻した富安中尉に対して「これまで日本海軍が3年かかってもできなかったことを、たった一人で一瞬の間にやってのけた。」と称賛の言葉が送られている。エンタープライズはその後、復員船として運用された後に解体された[48]。 |
| バンカーヒル                  | 正規空母                 | 沖縄                                | 402     | 264     | 1945年5月11日に小川清少尉と安則盛三中尉搭乗の零戦2機が、搭載していた500kg爆弾を投下後に突入。甲板上の艦載機が次々と誘爆し、船体に深刻な損傷を受けて戦線離脱を余儀なくされた。バンカー・ヒルはピュージェット・サウンド海軍工廠で修理を受けた艦船の中では最悪の損傷レベルであり[49]、修理後に復員船として運用された後は退役された。他のエセックス級空母が近代化改装を受け後年まで活躍する中、同型艦のフランクリンと共に近代化改装されることもなく、電子実験のプラットフォームなどに利用された後に解体された。[50] |
| インディファティガブル        | イギリス軍正規空母       | 沖縄                                | 27      | 21      | 1945年4月1日に数機の零戦がイギリス海軍機動部隊を襲撃、イギリス軍艦載戦闘機シーファイアの迎撃をかわした1機が本艦に突入した。イギリス海軍の空母は飛行甲板が戦艦並みの3インチ（76.2mm）の装甲板でできており、特攻機を弾き返すこともできたが、零戦は飛行甲板と艦橋の接合部に突入して甲板を貫通した。搭載していた爆弾は命中した瞬間に炸裂し、鋼鉄製の飛行甲板を約8cm凹ませただけであったが、機体が艦内に突入して爆発し、医務室とブリーフィングルームが破壊されて軍医やパイロットが死傷、艦載機3機が破壊された。損害は大きかったものの、頑丈な飛行甲板のおかげもあって致命的な損傷を被らず、応急修理後作戦を再開した[51] 。この様子を見ていたアメリカ海軍の連絡将校は「神風特攻隊が米空母を襲ったら、パールハーバーで6ヶ月の修理が必要だ。イギリス空母なら『掃除屋、箒を持て』って感じだ」とイギリス海軍空母の頑丈さに驚かされている[52]。      |
| イラストリアス                | イギリス軍正規空母       | 沖縄                                | 0       | 0       | |
| フォーミダブル                | イギリス軍正規空母       | 沖縄（合計2回）                     | 9       | 59      | 飛行甲板のほぼ中央に零戦が命中、飛行甲板上の艦載機11機が炎上し大火災となり、機械室の重要なパイプが切断され一時航行不能となったが[53]、 フォーミダブルの飛行甲板自体は大きな凹みと破孔ができ甲板を接合するリベットがあちこちで脱落していただけで、応急処置によりその日の内に航空機の発着が可能にまで回復した。しかし戦後に詳細な調査をした結果、1941年5月26日にドイツ軍の急降下爆撃によるものと特攻による船体全体の損傷の蓄積が想像以上に大きく、根本的な修理には莫大な費用がかかるものと判定され1947年に除籍された[54]。 |
| インドミタブル                | イギリス軍正規空母       | 沖縄                                | 0       | 0       | |
| ヴィクトリアス                | イギリス軍正規空母       | 沖縄                                | 4       | 24      | 1945年4月1日に1機の零戦、5月9日には2機の零戦が命中し、合計3機の零戦の突入を受けたが、飛行甲板の厚い装甲板によって致命的な損害とはならなかった。それでもカタパルト1基と前部艦載機リフトが破壊されて使用不能となり、消防設備も一部が破壊されたため消火活動に手間取った[55]。 |
| ベロー・ウッド                | 軽空母                   | フィリピン                          | 92      | 54      | 攻撃発進途中で戦闘機8機が緊急発進した直後に特攻機が艦攻が並んでいる飛行甲板上に命中、ベローウッドの飛行甲板上の艦攻と爆弾が次々と誘爆し、残存の艦攻と艦爆26機全部が全損するなど甚大な損害を受けた。ベローウッドはその後修理を受けて九州沖航空戦に参加、特攻時は離艦済みで難を逃れていたベローウッドの戦闘機部隊が、野中五郎大佐率いる第一回桜花神雷部隊を迎撃し、桜花部隊全滅に大きく貢献している[56]。 |
| カボット                      | 軽空母                   | フィリピン                          | 36      | 16      | 艦首に命中、飛行甲板を貫通しカタパルト室を破壊した。艦側面にも大破孔が空き、その大破孔は本艦隣を航行中の護衛艦のアイオワ級戦艦が丸々見えるほどの大きさとなった[57]。 |
| ラングレー                    | 軽空母                   | 台湾沖                              | 0       | 0       | |
| サン・ジャシント              | 軽空母                   | 沖縄                                | 1       | 5       | |
| バターン                      | 軽空母                   | 沖縄                                | 9       | 50      | |
| スワニー                      | 護衛空母                 | フィリピン（合計2回）               | 107     | 160     | 植村眞久大尉率いる神風特攻大和隊の零戦1機が、スワニーの雷撃機着艦作業中を狙って高度1,000mから急降下して前部エレベーターに突入、零戦は飛行甲板を貫通し格納庫で爆発した。スワニーは沈没こそ逃れたが、アメリカ軍の被害状況報告書には「本艦設計の際に考慮されていなかった程の甚大な損傷である」と記述されている[58]。 |
| サンティー                    | 護衛空母                 | フィリピン                          | 16      | 27      | 機銃を撃ちながら前部飛行甲板に零戦が突入し、飛行甲板上に42㎡の大穴を開けた。殆ど同時に伊号第五十六潜水艦から発射された魚雷が命中したが沈没は免れた[59]。 |
| キトカン・ベイ                | 護衛空母                 | フィリピン（合計2回）               | 18      | 56      | 1回目は神風特別攻撃隊敷島隊の零戦が命中したが爆弾が船体を貫通して海上に落下、2回目は1945年1月8日に陸軍特別攻撃隊の「隼」が左舷吃水面に突入して、大穴を空け大量に浸水し艦体が左舷に13度傾いた。さらに護衛していた友軍巡洋艦の対空砲火がフレンドリーファイアとなり艦首付近で炸裂して損害を大きくした。しかし幸運にも特攻機の搭載していた爆弾は不発で辛くも沈没は逃れた[60]。 |
| ホワイト・プレインズ          | 護衛空母                 | フィリピン                          | 1       | 20      | |
| カリニン・ベイ                | 護衛空母                 | フィリピン                          | 5       | 55      | サマール沖海戦で戦艦の14インチもしくは16インチ砲を含む、戦艦、重巡洋艦の砲撃を約20発被弾後に、神風特別攻撃隊敷島隊の特攻機1機命中、1機至近命中されたが沈没しなかった。甚大な損傷に関わらず、特攻で撃沈されたセント・ローの生存者の救助にあたっている[61]。 |
| マーカス・アイランド          | 護衛空母                 | フィリピン                          | 1       | 1       | |
| マニラ・ベイ                  | 護衛空母                 | フィリピン                          | 22      | 56      | 艦橋構造部基部に命中した零戦が甲板を貫通し無線室で爆発、艦載機にも引火して一時は大火災となったが、艦長が昨日特攻による火災で沈没したオマニー・ベイの事例をよく調べ対策を講じており、火災を速やかに消火し、24時間後には航空機の発着が可能になるまで復旧させた[62]。命中した特攻機は本艦水兵が保管していた遺品により 半世紀ぶりに第十八金剛隊丸山隆中尉機と判明した[63]。 |
| サボ・アイランド              | 護衛空母                 | フィリピン                          | 0       | 0       | |
| カダシャン・ベイ              | 護衛空母                 | フィリピン                          | 0       | 3       | 陸軍特別攻撃隊一誠隊の四式戦闘機「疾風」が護衛空母マーカス・アイランドに突進して爆撃したが、爆弾は命中せずに海上に落下した。爆弾を投下した疾風は旋回すると本艦に向かって突進し艦中央の側面に体当たりして舷側に大穴を空けた。爆弾は搭載していなかったが損傷は甚大なものとなり、艦首が沈んで艦は傾斜して艦載機の発着が不可能となりそのまま戦場離脱となった。そのまま恒久的修理のためにアメリカ本土に帰還して二度と戦闘任務に戻ることはなかった[60]。 |
| サラマウア                    | 護衛空母                 | フィリピン                          | 15      | 88      | 陸軍特別攻撃隊精華隊の四式戦「疾風｣のうち1機が命中、機体と爆弾は次々と甲板を貫通し最下甲板まで達し、搭載爆弾は機関室（英語版）で爆発。そのため、サラマウアは操舵、航行不能となり、発生した火災で格納庫も炎上し、甚大な損傷を被ったが沈没は逃れた[64]。 |
| ルンガ・ポイント              | 護衛空母                 | 硫黄島                              | 0       | 11      | 2月21日夕刻、海軍第二御楯特別攻撃隊の第二波攻撃で艦上攻撃機天山5機が飛来し次々と雷撃していたが、その3機目が魚雷を外した後対空砲火を被弾して大破したので、そのまま体当たりを試みた。しかし体当たり直前で対空砲火が命中して爆発、機体の破片が飛行甲板に激突して負傷者が生じた。本艦の損害は最低限で済んだが、同時に攻撃された護衛空母ビスマーク・シーは沈没した[65]。 |
| ウェーク・アイランド          | 護衛空母                 | 沖縄                                | 0       | 0       | |
| ナトマ・ベイ                  | 護衛空母                 | 沖縄                                | 1       | 4       | 1945年6月7日、第21大義隊の零戦2機が艦尾方向から機銃掃射をしながら接近、うち1機が一旦上昇した後反転してから飛行甲板に突入、爆弾は飛行甲板を貫通して艦内で爆発したが大きな損傷とはならず、火災もすぐに鎮火した。もう1機は対空砲火によって撃墜された[66]。 |
| オルカ (水上機母艦)（英語版） | 水上機母艦               | フィリピン                          | 0       | 6       | 撃墜した特攻機の破片が艦上に降り注いで6名が負傷した[67]。 |
| カーティス                    | 水上機母艦               | 沖縄                                | 41      | 28      | 書籍によっては宇垣纏中将の玉音放送後の特攻の戦果[68] と記述されている事があるが、カーティスが大破したのは1945年6月21日であり、8月15日に出撃した宇垣隊の戦果ではあり得ない。カーティスを大破させたのは同日出撃した陸軍特攻第26振武隊の四式戦「疾風」と思われる[69]。カーティスは真珠湾攻撃の時も九七式艦上攻撃機の体当たりを受けている[70]。 |
| セント・ジョージ              | 水上機母艦               | 沖縄                                | 3       | 30      | |
| ケネス・ホィッティング        | 水上機母艦               | 沖縄                                | 0       | 5       | |
| ルイビル                      | 重巡洋艦                 | フィリピン・沖縄（合計3回）         | 45      | 152     | フィリピン戦では第7艦隊・第77.2任務部隊旗艦であったが、特攻攻撃により司令のセオドア・チャンドラー少将が戦死した。また命中したのは神風特攻旭日隊吹野匡中尉と三好精策少尉搭乗の彗星であったことが、ルイビルの元乗組員が持ち帰った破片から判明した[71]。アメリカ本国での修理完了後、1945年5月28日に第3艦隊の幕僚を乗せて沖縄に到着し艦隊に復帰していたが、6月5日に再度特攻機が命中、ボフォース 40mm機関砲の機関砲座と水上機用カタパルトと煙突が破壊され、9名が戦死37名が負傷した。ルイビルは再び修理のために本国に後退し、終戦時も修理中であった[72][73]。 |
| ミネアポリス                  | 重巡洋艦                 | フィリピン                          | 0       | 2       | |
| インディアナポリス            | 重巡洋艦                 | 沖縄                                | 9       | 20      | 陸軍特別攻撃隊誠第39飛行隊の一式戦「隼」が命中、爆弾は甲板を貫通して燃料タンクで爆発して航行不能となった[74]。アメリカ本土での修理後に原爆輸送の特殊任務に従事したものの、任務後に回天作戦中の伊58に捕捉されて、回天隊員の出撃直訴にも関わらず橋本以行艦長の判断で通常魚雷によって撃沈された[75]。 |
| サセックス                    | イギリス軍重巡洋艦       | プーケット                          | 0       | 0       | 独立第107教育飛行団第3教育飛行隊の練習機九七式戦闘機3機（イギリス軍はソニアこと九九式襲撃機と誤認）で編成された陸軍特別攻撃隊七生昭道隊が攻撃[76]。対空砲火で撃墜された1機の破片が側面鋼板に衝突して飛行機型の傷を残したが、死傷者は出なかった[77]。他の1機は掃海艦ヴェステルに命中しこれを撃沈、残る1機は護衛空母アミールへの至近弾となった[78]。 |
| オーストラリア                | オーストラリア軍重巡洋艦 | フィリピン（合計5回）               | 87      | 120     | 軽微な損傷を含めると5回（6回という説もあり）の最多の特攻被害艦、一回目は神風特攻隊「ゼロ号」の男こと久納好孚中尉機とも言われている[79]。1回目の命中の際には エミール・デシャニュー（英語版）艦長とジョン・レイメント副官が戦死している。修理のためにオーストラリア本国に帰還したが、オーストラリアの造船所はイギリス海軍艦艇の修理を優先的に行うこととなっていたので、イギリス本土の造船所に本格的な修理と改装のために回航されて、終戦まで復帰できなかった[80][81]。 |
| デンバー                      | 軽巡洋艦                 | フィリピン                          | 0       | 4       | |
| モントピリア                  | 軽巡洋艦                 | フィリピン                          | 0       | 11      | 特攻機2機がMk 12 5インチ砲と56口径40mm機銃に命中したが、いずれも爆弾を搭載しておらず、火器を破壊しただけで、深刻な損傷は被らなかった。また爆弾を搭載した2機も突っ込んできたが、1機は空中で爆発、もう1機は附近海面に墜落し、バラバラになった特攻機と爆弾と特攻隊員の遺体の破片を艦上に散乱させただけで終わった[82]。 |
| ナッシュビル                  | 軽巡洋艦                 | フィリピン                          | 133     | 190     | 特攻攻撃された2か月前まではマッカーサーが旗艦として座乗していた。その後、第78任務部隊司令アーサー・D・ストラーブル少将の旗艦となったが、12月13日に神風特別攻撃隊第二金剛隊の零戦3機および陸軍特別攻撃隊一宇隊の一式戦「隼」1機の攻撃を受け、このうち1機がナッシュビルの後方から突入し、特攻機の航空燃料で大火災が生じた。ストラーブル少将は無事であったが、ナッシュビル艦長、第78任務部隊参謀長、ミンドロ島上陸部隊参謀長、爆撃部隊司令官が戦死している[83]。 |
| セントルイス                  | 軽巡洋艦                 | フィリピン                          | 16      | 43      | 1944年11月27日、フィリピンレイテ沖で陸軍特別攻撃隊八紘隊の一式戦「隼」が対空砲火により炎上しながら水上機格納庫近辺に命中、搭載燃料で大規模な火災が発生したため他の特攻機の攻撃目標となってしまった。その後海軍の戦闘機や艦上爆撃機混成の特攻機が来襲、多くは本艦に到達前に撃墜されたが、1機が生き残って左舷側傍の海面に突入、その衝撃で舷側に裂けめができて浸水し左側に艦が傾斜した。損傷は甚大であったためアメリカ本土へ修理の為に回航され、復帰は1945年3月となった[84]。 |
| コロンビア                    | 軽巡洋艦                 | フィリピン                          | 37      | 113     | 陸軍特別攻撃隊の九九襲または九九軍偵が命中。搭載していた爆弾の爆発による閃光火傷で100名以上が重傷を負った。この後、閃光火傷対策で、アメリカ海軍艦艇の対空砲手の水兵は、肘まで覆う防火手袋をはめ、顔にはグリースを塗って布でカバーするなどの火傷対策をとることとなった[85]。 |
| ビロクシ                      | 軽巡洋艦                 | 沖縄                                | 0       | 2       | 命中した特攻機の500kg爆弾が不発で損傷は軽微だった。 |
| バーミングハム                | 軽巡洋艦                 | 沖縄                                | 51      | 81      | レイテ沖海戦で軽空母プリンストンの爆発に巻き込まれて大破した復帰直後の損害、特攻機は第2砲塔に突入、爆弾は下甲板まで3層の甲板を貫通し炸裂、前部弾薬庫が浸水した[86]。 |
| 合計                          | 61隻                     |                                     | 1,925名 | 3,814名 | |

#### 駆逐艦以下

##### 航空特攻
| 艦名                                            | 艦種                   | 場所                        | 戦死者      | 負傷者      |
| ----------------------------------------------- | ---------------------- | --------------------------- | ----------- | ----------- |
| 駆逐艦                                          |                        |                             |             |             |
| リドル (輸送駆逐艦)（英語版）                   | 輸送駆逐艦             | フィリピン                  | 36          | 22          |
| アメン (駆逐艦)（英語版）                       | 輸送駆逐艦             | フィリピン                  | 5           | 21          |
| アンダーソン (駆逐艦)（英語版）                 | 駆逐艦                 | フィリピン                  | 16          | 20          |
| クラックトン (駆逐艦)（英語版）                 | 駆逐艦                 | フィリピン                  | 5           | 23          |
| コールドウェル (輸送駆逐艦)（英語版）           | 輸送駆逐艦             | フィリピン                  | 33          | 40          |
| ソーフリー (駆逐艦)（英語版）                   | 駆逐艦                 | フィリピン                  | 1           | 0           |
| オーリック                                      | 駆逐艦                 | フィリピン                  | 32          | 64          |
| ラムソン (DD-367)（英語版）                     | 駆逐艦                 | フィリピン                  | 25          | 54          |
| ヒューズ (駆逐艦)（英語版）                     | 駆逐艦                 | フィリピン                  | 14          | 26          |
| ドレイトン (駆逐艦)（英語版）                   | 駆逐艦                 | フィリピン                  | 6           | 12          |
| マグフォード (駆逐艦)（英語版）                 | 駆逐艦                 | フィリピン                  | 8           | 16          |
| ハラデン (駆逐艦)（英語版）                     | 駆逐艦                 | フィリピン                  | 14          | 24          |
| ガンズヴォート (駆逐艦)（英語版）               | 駆逐艦                 | フィリピン                  | 17          | 15          |
| ヘルム (駆逐艦)（英語版）                       | 駆逐艦                 | フィリピン                  | 0           | 6           |
| アレン・M・サムナー                             | 駆逐艦                 | フィリピン                  | 14          | 19          |
| リチャード・P・リアリー                         | 駆逐艦                 | フィリピン                  | 0           | 1           |
| ウォーク                                        | 駆逐艦                 | フィリピン                  | 13          | 33          |
| サウザード (掃海駆逐艦)（英語版）               | 掃海駆逐艦             | フィリピン                  | 0           | 6           |
| ルレー・ウィルソン (護衛駆逐艦)（英語版）       | 護衛駆逐艦             | フィリピン                  | 6           | 7           |
| ホッジス (護衛駆逐艦)（英語版）                 | 護衛駆逐艦             | フィリピン（合計2回）       | 0           | 0           |
| ギリガン (護衛駆逐艦)（英語版）                 | 護衛駆逐艦             | フィリピン                  | 12          | 13          |
| リチャード・W・スーセンス(護衛駆逐艦)（英語版） | 護衛駆逐艦             | フィリピン                  | 0           | 11          |
| スタフォード (掃海駆逐艦)（英語版）             | 掃海駆逐艦             | フィリピン                  | 2           | 12          |
| アランタ                                        | オーストラリア軍駆逐艦 | フィリピン                  | 2           | 4           |
| マドックス                                      | 駆逐艦                 | 台湾沖                      | 10          | 30          |
| ハルゼー・パウエル                              | 駆逐艦                 | 室戸沖                      | 12          | 29          |
| アダムス (敷設駆逐艦)（英語版）                 | 敷設駆逐艦             | 沖縄（合計3回）[87]         | 2           | 13          |
| キンバリー                                      | 駆逐艦                 | 沖縄                        | 4           | 57          |
| ロバート・H・スミス (敷設駆逐艦)（英語版）      | 敷設駆逐艦             | 沖縄                        | 0           | 0           |
| オブライエン (DD-725)（英語版）                 | 駆逐艦                 | 沖縄                        | 50          | 76          |
| フォアマン (護衛駆逐艦)（英語版）               | 護衛駆逐艦             | 沖縄                        | 0           | 1           |
| ギルマー (輸送駆逐艦)（英語版）                 | 輸送駆逐艦             | 沖縄                        | 1           | 3           |
| ドーセイ (敷設駆逐艦)（英語版）                 | 敷設駆逐艦             | 沖縄                        | 3           | 2           |
| ハンプルトン (敷設駆逐艦)（英語版）             | 敷設駆逐艦             | 沖縄                        | 0           | 0           |
| ハワース (駆逐艦)（英語版）                     | 駆逐艦                 | フィリピン・沖縄（合計2回） | 9           | 14          |
| マラニー                                        | 駆逐艦                 | 沖縄                        | 30          | 36          |
| ハイマン (駆逐艦)（英語版）                     | 駆逐艦                 | 沖縄                        | 11          | 41          |
| ヘインズワース (駆逐艦)（英語版）               | 駆逐艦                 | 沖縄                        | 14          | 20          |
| フィーバーリング (護衛駆逐艦)（英語版）         | 護衛駆逐艦             | 沖縄                        | 0           | 0           |
| スタンリー                                      | 駆逐艦                 | 沖縄                        | 0           | 3           |
| ロッドマン (掃海駆逐艦)（英語版）               | 掃海駆逐艦             | 沖縄                        | 16          | 20          |
| ウエッソン (護衛駆逐艦)（英語版）               | 護衛駆逐艦             | 沖縄                        | 8           | 23          |
| ベネット (駆逐艦)（英語版）                     | 駆逐艦                 | 沖縄                        | 7           | 14          |
| グレゴリー (DD-802)（英語版）                   | 駆逐艦                 | 沖縄                        | 0           | 2           |
| スタレット                                      | 駆逐艦                 | 沖縄                        | 0           | 9           |
| ハンク (駆逐艦)（英語版）                       | 駆逐艦                 | 沖縄                        | 4           | 6           |
| キッド                                          | 駆逐艦                 | 沖縄                        | 38          | 55          |
| バラード (駆逐艦)（英語版）                     | 駆逐艦                 | 沖縄                        | 0           | 0           |
| マンラブ (護衛駆逐艦)（英語版）                 | 護衛駆逐艦             | 沖縄                        | 1           | 10          |
| リドル (護衛駆逐艦)（英語版）                   | 護衛駆逐艦             | 沖縄                        | 1           | 9           |
| ウォルター・C・ワン (護衛駆逐艦)（英語版）      | 護衛駆逐艦             | 沖縄                        | 0           | 1           |
| ベニオン (駆逐艦)（英語版）                     | 駆逐艦                 | 沖縄                        | 1           | 6           |
| ロール (護衛駆逐艦)（英語版）                   | 護衛駆逐艦             | 沖縄                        | 21          | 38          |
| ホワイトハースト (輸送駆逐艦)（英語版）         | 輸送駆逐艦             | 沖縄                        | 37          | 37          |
| ゼラーズ (駆逐艦)（英語版）                     | 駆逐艦                 | 沖縄                        | 29          | 37          |
| ジェファーズ (敷設駆逐艦)（英語版）             | 敷設駆逐艦             | 沖縄                        | 0           | 0           |
| リンゼー (敷設駆逐艦)（英語版）                 | 敷設駆逐艦             | 沖縄                        | 52          | 60          |
| シェイ (敷設駆逐艦)（英語版）                   | 敷設駆逐艦             | 沖縄                        | 27          | 97          |
| コノリー (護衛駆逐艦)（英語版）                 | 護衛駆逐艦             | 沖縄                        | 0           | 0           |
| シグズピー (駆逐艦)（英語版）                   | 駆逐艦                 | 沖縄                        | 22          | 74          |
| ハント (駆逐艦)（英語版）                       | 駆逐艦                 | 沖縄                        | 0           | 5           |
| ウィルソン (駆逐艦)（英語版）                   | 駆逐艦                 | 沖縄                        | 5           | 3           |
| ラフィー                                        | 駆逐艦                 | 沖縄                        | 32          | 71          |
| ブライアント (駆逐艦)（英語版）                 | 駆逐艦                 | フィリピン・沖縄（合計2回） | 34          | 34          |
| マクダーマット (駆逐艦)（英語版）               | 駆逐艦                 | 沖縄                        | 2           | 33          |
| ホブソン (駆逐艦)（英語版）                     | 駆逐艦                 | 沖縄                        | 4           | 8           |
| ボワーズ (輸送駆逐艦)（英語版）                 | 輸送駆逐艦             | 沖縄                        | 48          | 59          |
| ベンハム (DD-796)（英語版）                     | 駆逐艦                 | 沖縄                        | 1           | 14[88]      |
| ワズワース                                      | 駆逐艦                 | 沖縄（合計2回）             | 0           | 2           |
| イシャーウッド                                  | 駆逐艦                 | 沖縄                        | 42          | 41          |
| ハドソン (駆逐艦)（英語版）                     | 駆逐艦                 | 沖縄                        | 0           | 1           |
| ラルフ・タルボット (駆逐艦)（英語版）           | 駆逐艦                 | フィリピン・沖縄（合計2回） | 5           | 10          |
| ベニオン (駆逐艦)（英語版）                     | 駆逐艦                 | 沖縄                        | 0           | 0           |
| ラスバーン (駆逐艦)（英語版）                   | 駆逐艦                 | 沖縄                        | 0           | 0           |
| ダリー (駆逐艦)（英語版）                       | 駆逐艦                 | 沖縄                        | 3           | 33          |
| ヘイゼルウッド                                  | 駆逐艦                 | 沖縄                        | 46          | 36          |
| マコーム (駆逐艦)                               | 駆逐艦                 | 沖縄                        | 7           | 14          |
| イングラハム (駆逐艦)                           | 駆逐艦                 | 沖縄                        | 15          | 36          |
| ホプキンス (敷設駆逐艦)（英語版）               | 敷設駆逐艦             | 沖縄                        | 1           | 2           |
| ロウリー (駆逐艦)（英語版）                     | 駆逐艦                 | 沖縄                        | 2           | 23          |
| グウィン (敷設駆逐艦)（英語版）                 | 敷設駆逐艦             | 沖縄                        | 2           | 11          |
| コーウェル (駆逐艦)（英語版）                   | 駆逐艦                 | 沖縄（合計2回）             | 0           | 0           |
| フート (駆逐艦)                                 | 駆逐艦                 | フィリピン・沖縄（合計2回） | 0           | 3           |
| ストームズ (駆逐艦)（英語版）                   | 駆逐艦                 | 沖縄                        | 21          | 15          |
| オニール (護衛駆逐艦)（英語版）                 | 護衛駆逐艦             | 沖縄                        | 2           | 17          |
| パーディ (駆逐艦)（英語版）                     | 駆逐艦                 | 沖縄                        | 15          | 58          |
| ハリー・F・バウアー (敷設駆逐艦)（英語版）      | 敷設駆逐艦             | 沖縄（合計2回）             | 0           | 1           |
| バッチ                                          | 駆逐艦                 | 沖縄                        | 57          | 32          |
| ブライト (護衛駆逐艦)（英語版）                 | 護衛駆逐艦             | 沖縄                        | 0           | 2           |
| シムス (輸送駆逐艦)（英語版）                   | 輸送駆逐艦             | 沖縄（合計2回）             | 0           | 11          |
| レジスター (輸送駆逐艦)（英語版）               | 輸送駆逐艦             | 沖縄                        | 0           | 12          |
| ジョン・C・バトラー                             | 護衛駆逐艦             | 沖縄                        | 0           | 3           |
| ゲスト (駆逐艦)（英語版）                       | 駆逐艦                 | 沖縄                        | 0           | 0           |
| ウィリアム・C・コール (護衛駆逐艦)（英語版）    | 護衛駆逐艦             | 沖縄                        | 0           | 0           |
| ブレイン                                        | 駆逐艦                 | 沖縄                        | 66          | 78          |
| アンソニー                                      | 駆逐艦                 | 沖縄（合計2回）             | 0           | 3           |
| レッドナー (輸送駆逐艦)（英語版）               | 輸送駆逐艦             | 沖縄                        | 3           | 13          |
| ロイ (護衛駆逐艦)（英語版）                     | 護衛駆逐艦             | 沖縄                        | 3           | 15          |
| テイタム (輸送駆逐艦)（英語版）                 | 輸送駆逐艦             | 沖縄                        | 0           | 3           |
| ダグラス・H・フォックス (駆逐艦)（英語版）      | 駆逐艦                 | 沖縄                        | 9           | 35          |
| ハロラン (護衛駆逐艦)（英語版）                 | 護衛駆逐艦             | 沖縄                        | 3           | 24          |
| エリソン                                        | 掃海駆逐艦             | 沖縄                        | 1           | 4           |
| カッシン・ヤング                                | 駆逐艦                 | 沖縄(合計2回）              | 23          | 104         |
| ホラス・A・バス (輸送駆逐艦)（英語版）          | 輸送駆逐艦             | 沖縄                        | 1           | 15          |
| プリチェット (駆逐艦)（英語版）                 | 駆逐艦                 | 沖縄                        | 0           | 0           |
| ハンク (駆逐艦)（英語版）                       | 駆逐艦                 | 日本近海                    | 1           | 5           |
| ボリー (駆逐艦)（英語版）                       | 駆逐艦                 | 日本近海                    | 48          | 66          |
| 掃海艦                                          |                        |                             |             |             |
| ファシリティ (掃海艦)（英語版）                 | 掃海艦                 | 沖縄                        | 0           | 0           |
| ディフェンス (掃海艦)（英語版）                 | 掃海艦                 | 沖縄                        | 0           | 9           |
| グラディエーター (掃海艦)（英語版）             | 掃海艦                 | 沖縄                        | 1           | 5           |
| ランソム (掃海艦)（英語版）                     | 掃海艦                 | 沖縄                        | 0           | 0           |
| テラー (掃海艦)（英語版）                       | 掃海艦                 | 沖縄                        | 48          | 123         |
| ゲイエティ (掃海艦)（英語版）                   | 掃海艦                 | 沖縄                        | 0           | 3           |
| YMS-331                                         | 掃海艇                 | 沖縄                        | 1           | 2           |
| YMS-81                                          | 掃海艇                 | 沖縄                        | 0           | 0           |
| 魚雷艇                                          |                        |                             |             |             |
| PT-75                                           | 魚雷艇                 | フィリピン                  | 0           | 4           |
| PT-332                                          | 魚雷艇                 | フィリピン                  | 0           | 0           |
| その他役務艦                                    |                        |                             |             |             |
| コンフォート（病院船）                          | 病院船                 | 沖縄                        | 30          | 48          |
| ピンクニー (傷病者輸送艦)（英語版）             | 傷病者輸送艦           | 沖縄                        | 35          | 12          |
| キーオカック (防潜網輸送船)（英語版）           | 防潜網輸送船           | 硫黄島                      | 17          | 44          |
| カウネスク (艦隊給油艦)（英語版）               | 艦隊給油艦             | フィリピン                  | 2           | 1           |
| タルガ (艦隊給油艦)（英語版）                   | 艦隊給油艦             | 沖縄                        | 0           | 12          |
| オレステス (魚雷艇補給艦)（英語版）             | 魚雷艇補給艦           | フィリピン                  | 59          | 109         |
| パスファインダー (測量船)（英語版）             | 測量船                 | 沖縄                        | 1           | 0           |
| ダットン (測量船)（英語版）                     | 測量船                 | 沖縄                        | 0           | 1           |
| アキレス（上陸用舟艇工作艦） （英語版）         | 上陸用舟艇工作艦       | フィリピン                  | 33          | 28          |
| エゲリア（上陸用舟艇工作艦）（英語版）          | 上陸用舟艇工作艦       | フィリピン                  | 0           | 21          |
| アパッチ (タグボート)（英語版）                 | タグボート             | フィリピン                  | 0           | 3           |
| 揚陸艦                                          |                        |                             |             |             |
| LSM-23                                          | 中型揚陸艦             | フィリピン                  | 8           | 7           |
| LSM(R)-189（英語版）                            | 中型揚陸艦（ロケット） | 沖縄                        | 0           | 4           |
| LSM(R)-188（英語版）                            | 中型揚陸艦（ロケット） | 沖縄                        | 15          | 32          |
| LSM-560                                         | 中型揚陸艦             | 沖縄                        | 0           | 1           |
| LSM(R)-192（英語版）                            | 中型揚陸艦（ロケット） | 沖縄                        | 0           | 1           |
| LST-737                                         | 戦車揚陸艦             | フィリピン                  | 2           | 4           |
| LST-700                                         | 戦車揚陸艦             | フィリピン(合計2回）        | 4           | 10          |
| LST-605                                         | 戦車揚陸艦             | フィリピン                  | 5           | 11          |
| LST-912                                         | 戦車揚陸艦             | フィリピン                  | 4           | 4           |
| LST-477（英語版）                               | 戦車揚陸艦             | 硫黄島                      | 9           | 5           |
| LST-809                                         | 戦車揚陸艦             | 硫黄島                      | 0           | 0           |
| LST-884                                         | 戦車揚陸艦             | 沖縄                        | 24          | 21          |
| LST-724                                         | 戦車揚陸艦             | 沖縄                        | 0           | 0           |
| LST-599                                         | 戦車揚陸艦             | 沖縄                        | 0           | 21          |
| LST-876                                         | 戦車揚陸艦             | 沖縄                        | 0           | 2           |
| LST-534                                         | 戦車揚陸艦             | 沖縄                        | 3           | 35          |
| LCT-1075                                        | 戦車揚陸艇             | フィリピン                  | 2           | 9           |
| LCS-36                                          | 上陸支援艇             | 沖縄                        | 0           | 5           |
| LCS-51                                          | 上陸支援艇             | 沖縄                        | 0           | 0           |
| LCS-116                                         | 上陸支援艇             | 沖縄                        | 12          | 12          |
| LCS-57                                          | 上陸支援艇             | 沖縄                        | 2           | 6           |
| LCS-64                                          | 上陸支援艇             | 沖縄                        | 0           | 1           |
| LCS-88                                          | 上陸支援艇             | 沖縄                        | 7           | 9           |
| LCS-31                                          | 上陸支援艇             | 沖縄                        | 9           | 12          |
| LCS-25                                          | 上陸支援艇             | 沖縄                        | 1           | 8           |
| LCS-119                                         | 上陸支援艇             | 沖縄                        | 26          | 24          |
| LCS-122                                         | 上陸支援艇             | 沖縄                        | 11          | 29          |
| LCS-52                                          | 上陸支援艇             | 沖縄                        | 1           | 10          |
| LCS-61                                          | 上陸支援艇             | 沖縄                        | 0           | 1           |
| LCI-364                                         | 歩兵揚陸艇             | フィリピン                  | 不明        | 不明        |
| LCI-70                                          | 歩兵揚陸艇             | フィリピン                  | 6           | 9           |
| LCI(G)-568                                      | 武装歩兵揚陸艇         | 沖縄                        | 1           | 4           |
| LCI-407                                         | 歩兵揚陸艇             | 沖縄                        | 0           | 1           |
| LCI-580                                         | 歩兵揚陸艇             | 沖縄                        | 0           | 6           |
| LCI-90                                          | 歩兵揚陸艇             | 沖縄                        | 1           | 7           |
| 攻撃輸送艦                                      |                        |                             |             |             |
| ジェームズ・オハラ (攻撃輸送艦)（英語版）       | 攻撃輸送艦             | フィリピン                  | 0           | 0           |
| ゼイリン (攻撃輸送艦)（英語版）                 | 攻撃輸送艦             | フィリピン                  | 129[89]     | 30          |
| キャラウェイ (攻撃輸送艦)（英語版）             | 攻撃輸送艦             | フィリピン                  | 29          | 22          |
| ドゥ・ページ (攻撃輸送艦)（英語版）             | 攻撃輸送艦             | フィリピン                  | 32          | 157         |
| アケルナル (攻撃輸送艦)（英語版）               | 攻撃輸送艦             | 沖縄                        | 5           | 41          |
| ヒンズデール (攻撃輸送艦)（英語版）             | 攻撃輸送艦             | 沖縄                        | 16          | 39          |
| アルパイン (攻撃輸送艦)（英語版）               | 攻撃輸送艦             | フィリピン・沖縄（合計2回） | 21          | 31          |
| グッドヒュー (攻撃輸送艦)（英語版）             | 攻撃輸送艦             | 沖縄                        | 24          | 119         |
| ヘンライコ (攻撃輸送艦)（英語版）               | 攻撃輸送艦             | 沖縄                        | 49          | 125         |
| テルフェア (攻撃輸送艦)（英語版）               | 攻撃輸送艦             | 沖縄                        | 1           | 16          |
| ティレル (攻撃輸送艦)（英語版）                 | 攻撃輸送艦             | 沖縄                        | 0           | 0           |
| サンドバル (攻撃輸送艦)（英語版）               | 攻撃輸送艦             | 沖縄                        | 8           | 26          |
| ラグランジ (攻撃輸送艦)（英語版）               | 攻撃輸送艦             | 沖縄                        | 21          | 89          |
| 輸送艦                                          |                        |                             |             |             |
| ベンジャミン・アイデ・ウィーラー（英語版）      | リバティ型輸送艦       | フィリピン                  | 2           | 3           |
| レオニダス・メリット                            | リバティ型輸送艦       | フィリピン（合計2回）       | 58          | 33          |
| アレキサンダー・メイジャーズ（英語版）          | リバティ型輸送艦       | フィリピン                  | 2           | 15          |
| ウィリアム・Ａ・コルター                        | リバティ型輸送艦       | フィリピン                  | 0           | 69          |
| マシュー・P・デェディ                           | リバティ型輸送艦       | フィリピン                  | 61          | 104         |
| モリソン・R・ウェイト                           | リバティ型輸送艦       | フィリピン                  | 21          | 43          |
| ジェレミー・M・デイリー（英語版）               | リバティ型輸送艦       | フィリピン                  | 160         | 43          |
| トーマス・ネルソン（英語版）                    | リバティ型輸送艦       | フィリピン                  | 168         | 88          |
| マーカス・デイリー （英語版）                   | リバティ型輸送艦       | フィリピン                  | 203[90][91] | 49          |
| キール・V・ジョンソン                           | リバティ型輸送艦       | フィリピン                  | 130         | 9           |
| ニコラス・J・セネット                           | リバティ型輸送艦       | フィリピン                  | 0           | 0           |
| ジルバート・スチュワート                        | リバティ型輸送艦       | フィリピン                  | 11          | 11          |
| アルコア・パイオニア                            | リバティ型輸送艦       | フィリピン                  | 6           | 13          |
| ケープ・ロマーノ                                | リバティ型輸送艦       | フィリピン                  | 0           | 0           |
| ジャン・デ・フカ                                | リバティ型輸送艦       | フィリピン                  | 2           | 17          |
| フランシスコ・モラザン （英語版）               | リバティ型輸送艦       | フィリピン                  | 0           | 3           |
| ウィリアム・シャロン                            | リバティ型輸送艦       | フィリピン                  | 11          | 11          |
| ウィリアム・アハーン                            | リバティ型輸送艦       | フィリピン                  | 不明        | 不明        |
| エルマイラ・ビクトリー （英語版）               | ビクトリー型輸送艦     | フィリピン                  | 0           | 6           |
| オーティス・スキナー                            | リバティ型輸送艦       | フィリピン                  | 0           | 2           |
| エドワード・N・ウエスコット                     | リバティ型輸送艦       | フィリピン                  | 0           | 11          |
| デビッド・ダドリー・フィールド                  | リバティ型輸送艦       | フィリピン                  | 1[92]       | 8           |
| ケープ・コンスタンス （英語版）                 | C1型輸送艦             | フィリピン                  | 0           | 1           |
| ミノット・ビクトリー （英語版）                 | ビクトリー型輸送艦     | 沖縄                        | 0           | 5           |
| ユリア・M・ローズ （英語版）                    | リバティ型輸送艦       | 沖縄                        | 0           | 0           |
| Ｍ・Ｓ・チサダネ                                | リバティ型輸送艦       | 沖縄                        | 4           | 9           |
| セグンド ・ルイス・ベルヴィス                   | リバティ型輸送艦       | 沖縄                        | 0           | 0           |
| メアリー・A・リバモア                           | リバティ型輸送艦       | 沖縄                        | 11          | 6           |
| ブラウン・ビクトリー （英語版）                 | ビクトリー型輸送艦     | 沖縄                        | 4           | 16          |
| ジョサイア・スネリング                          | リバティ型輸送艦       | 沖縄                        | 0           | 25          |
| ウォルター・コルトン                            | リバティ型輸送艦       | 沖縄                        | 0           | 76          |
| 合計                                            | 202隻                  |                             | 2,744名以上 | 4,315名以上 |

##### 水中特攻（回天）
| 損傷日        | 艦名                                                 | 艦種             | 場所             | 戦死者 | 負傷者 |
| ------------- | ---------------------------------------------------- | ---------------- | ---------------- | ------ | ------ |
| 1945年1月21日 | ポンタス・H・ロス[注 9]                              | リバティ型輸送艦 | ホーランディア   | 0      | 0      |
| 1945年1月21日 | マザマ (弾薬輸送艦)（英語版） [注 10]                | 弾薬輸送艦       | ウルシー         | 8      | 13     |
| 1945年6月27日 | アンタレス (輸送艦)（英語版）[注 11]                 | 輸送艦           | サイパン島の東方 | 0      | 11     |
| 1945年8月4日  | アール・V・ジョンソン (護衛駆逐艦)（英語版） [注 12] | 護衛駆逐艦       | エンガノ岬沖     | 0      | 0      |
| 合計          | 4隻                                                  |                  |                  | 8名    | 24名   |

##### 水上特攻（震洋・マルレ）
| 損傷日        | 艦名                                               | 艦種               | 場所       | 戦死者 | 負傷者 |
| ------------- | -------------------------------------------------- | ------------------ | ---------- | ------ | ------ |
| 1945年1月10日 | ウォー・ホーク (攻撃輸送艦)（英語版）              | 攻撃輸送艦         | フィリピン | 61     | 32     |
| 1945年1月9日  | イートン                                           | 駆逐艦             | フィリピン | 1      | 14     |
| 1945年1月10日 | LST-1028                                           | 戦車揚陸艦         | フィリピン | 0      | 14     |
| 1945年1月10日 | LCI-365                                            | 歩兵揚陸艇         | フィリピン | 0      | 4      |
| 1945年2月16日 | LCS-27                                             | 上陸支援艇         | フィリピン | 2      | 23     |
| 1945年4月9日  | チャールズ・J・バジャー (駆逐艦)（英語版） [注 13] | 駆逐艦             | 沖縄       | 0      | 0      |
| 1945年4月9日  | スター (攻撃輸送艦)（英語版）                      | 攻撃輸送艦         | 沖縄       | 0      | 4      |
| 1945年4月28日 | ボウズメン・ビクトリー（英語版）                   | ビクトリー型輸送艦 | 沖縄       | 0      | 6      |
| 1945年5月4日  | カリーナ (攻撃輸送艦)（英語版）                    | 攻撃輸送艦         | 沖縄       | 0      | 6      |
| 合計          | 9隻                                                |                    |            | 64名   | 103名  |